# Список лиц, подпадающих под закон о декоммунизации
|  |  |  |  |
|  |  |  |  |
|  |  |  |  |

В перечень вошли исторические деятели, чья деятельность, по мнению Украинского института национальной памяти и Института истории Украины Национальной академии наук Украины подпадают под действие законов о декоммунизации. В список входят лица, которые занимали руководящие должности в Коммунистической партии, высших органах власти и управления СССР, УССР, других союзных или автономных советских республиках. Названные сотрудники ЧК — ГПУ — НКВД — КГБ, а также деятели коммунистической партии, Октябрьской социалистической революции. Также под декоммунизацию попадают те, кто устанавливал советскую власть на Украине, преследовал участников борьбы за независимость Украины в XX веке.
Кроме того, в список входят лица, на которые, на первый взгляд, действие «декомунизационного» закона не распространяется, но имена которых или увековечения памяти непосредственно связаны с установлением советской власти и деятельностью Коммунистической партии.
Список создан историками для удобства местных общин, которые выбирают новые имена коммунистическим улицам согласно Закону Украины «Об осуждении коммунистического и национал-социалистического (нацистского) тоталитарных режимов на Украине и запрет пропаганды их символики».
Улицы и другие топонимы, названные в честь лиц из приведённого перечня, должны быть переименованы к 21 ноября 2015 года.
| ФИО                                                     | Годы жизни  | Факты |
| ------------------------------------------------------- | ----------- | --- |
| Абакумов Егор Трофимович                                | 1895—1960   | Участник установления советской власти в г. Донецк, руководитель Рутченковского рудоуправления, заместитель министра угольной промышленности СССР |
| Аверин Василий Кузьмич                                  | 1884—1945   | Участник установления советской власти. Член Временного Рабоче-Крестьянского правительства Украины. Народный комиссар внутренних дел УССР (1919), в 1920—1923 гг. — Член ЦК КП (б) Украины, председатель Екатеринославского, Волынского, Харьковского и Одесского губисполкомов. Член ВУЦИК и ЦИК СССР. |
| Адамец Даниил Иванович                                  | 1906—1956   | Председатель исполкома Харцызского райсовета (1946—1949), 1-й секретарь Харцызского райкома партии (1949—1954), председатель исполкома Сталинского облсовета (1954—1956) |
| Азаров, Владимир Николаевич                             | 1925—2012   | 1-й секретарь Лисичанского горкома партии (1959—1963), 2-й секретарь Луганского промышленного (а потом — просто) обкома партии (1963—1971) |
| Азизбеков Мешади                                        | 1876—1918   | Деятель большевистского движения в Азербайджане, один из «26 бакинских комиссаров». |
| Азин Вольдемар Мартынович (Владимир Михайлович)         | 1885—1920   | В 1918 г. командующий Латышским коммунистическим отрядом. |
| Аистов Прокоп Степанович                                | 1882—1917   | Участник Январского восстания против УНР 1918 |
| Акулов Иван Алексеевич                                  | 1888—1939   | Прокурор СССР, в 1922—1927 годах — член президиума ЦК союза горняков. |
| Александров Александр Петрович                          | 1900—1946   | Красногвардеец, секретарь райкома партии в Одессе; командир 1-го Морского коммунистического батальона на Украине, комиссар кавалерийского полка в бригаде Котовского. |
| Алексеев Николай Николаевич                             | 1893—1937   | Член ВУЦИК. С января 1921 работал в органах ГПУ-ОГПУ-НКВД, в частности в Иностранном отделе. |
| Алиев Иван Михайлович                                   | 1892—1964   | Советский военный деятель, генерал-майор. Инструктор отряда Красной гвардии в Одессе, начальник партизанского отряда Шестопалова на Украине (1918) командовал отрядами войск ВЧК и ГПУ (1921—1922 гг.). |
| Амирян Арсен Минасович                                  | 1881—1918   | Деятель большевистского движения в Азербайджане, один из «26 бакинских комиссаров». |
| Амосов, Алексей Мефодиевич                              | 1896—1937   | Член коллегии Народного комиссариата путей сообщения, заместитель народного комиссара путей сообщения (1931). |
| Ананченко Федор Гурьевич                                | 1894—1956   | Председатель исполкома Донецкого городского совета депутатов трудящихся, заместитель председателя облисполкома, министр соцобеспечения УССР. |
| Анджиевский Григорий Григорьевич                        | 1897—1919   | Участник установления советской власти на Северном Кавказе |
| Андреев Андрей Андреевич                                | 1895—1971   | Большевик, советский партийный и государственный деятель |
| Андреев Антон Веремиевич                                |             | Член 1-го Броварского ревкома, который устанавливал советскую власть в Броварах в 1917—1918 годах. |
| Андреев И.М.                                            |             | Первый директор МТС в с. Ферлеевка Львовской области в 1939 г.. В честь него в 1946 Ферлеевку переименовали в Андреевку. |
| Андронников Владимир Николаевич                         | 1885—1942   | Советский партийный и государственный деятель, председатель совета комиссаров Урала (1918), председатель губсовнархоза в Вятке (1919), председатель Уральского облсовнархоза (1926—1929), заместитель председателя Уралоблисполкома (1929—1931), председатель Госплана Казахстана (1933—1938). |
| Аникеевы, братья (Яков, Сафрон, Савелий)                |             | Участники установления советской власти в Донбассе. |
| Антикайнен Тойво                                        | 1898—1941   | Коммунистический деятель Финляндии, участник установления советской власти в России. |
| Антонов-Овсеенко Владимир Александрович                 | 1883—1938   | Деятель коммунистической партии, командующий большевистскими войсками во время войны с УНР в 1918 и 1919 |
| Антонов-Саратовский Владимир Павлович                   | 1884—1965   | Нарком внутренних дел УССР (1920—1921), председатель Саратовского (1917) и Донецкого губревкома (1920—1921). |
| Апатов, Кузьма Павлович                                 | 1896—1920   | Командир первого Мариупольского ударного советского батальона. |
| Аросев, Александр Яковлевич                             | 1890—1938   | Организатор красного террора на Украине в 1920 г. Председатель Верховного революционного трибунала Украины (1920 г.). До 1927 г. работал в ВЧК. |
| Арсеничев, Михаил Иванович                              | 1894—1919   | Участник установления советской власти, член Каменского (г.. Днепродзержинск) ревкома. |
| Артём (Сергеев Фёдор Андреевич)                         | 1883—1921   | Председатель Совета Народных Комиссаров Донецко-Криворожской советской республики в 1918 году |
| Артузов Артур Христианович                              | 1891—1937   | Деятель ВЧК-ОГПУ-НКВД, начальник 12 спец. отделения ВЧК (1921), член коллегии ОГПУ СССР (1931—1934). |
| Атабаев, Кайгисыз Сердарович                            | 1887—1938   | Советский партийный и государственный деятель Туркменистана. |
| Ауссем Владимир Христианович                            | 1879—1936   | Член Народного секретариата советской УНР (1917 г.), Член ВЦВРК (1918), начальник штаба РВС Украинской советской армии. |
| Бабаев Пётр Акимович                                    | 1883—1920   | Большевик, участник Октябрьского переворота 1918, председатель Сокольнического райсовета Москвы (1919—1920). |
| Бабушкин Иван Васильевич                                | 1873—1906   | Большевистский деятель, соратник В. И. Ленина. |
| Баглей, Гавриил Николаевич                              | 1887—1920   | Член исполкома Екатерининской железной дороги (на Днепропетровщине), председатель её Военно-революционного штаба, в 1919 г.- председатель Военно-революционного комитета, с июня 1919 — комиссар Юго-Западной железной дороги. |
| Бадаев Алексей Егорович                                 | 1883—1951   | Советский и партийный деятель, участник Октябрьского переворота, член ЦК ВКП (б) (1925—1951), нарком пищевой промышленности РСФСР (1937—1938), председатель Президиума ВС РСФСР (1938—1944), заместитель председателя Президиума ВС СССР (1938—1944). |
| Бажанов Василий Михайлович                              | 1889—1939   | Горный инженер, один из первых организаторов советской угольной промышленности, председатель Южного областного совета народного хозяйства, председатель Главугля ВСНХ (1918—1922), член Президиума Госплана РСФСР (1925—1927). |
| Баканов Иван Михайлович                                 | 1894—1967   | Участник установления советской власти в Донбассе. |
| Балагура Тихон Яковлевич                                | 1861—1921   | Один из комсомольских деятелей Ильичёвского района Мариуполя, активный участник установления советской власти. |
| Балашов Семен Иванович                                  | 1874—1925   | Советский государственный и партийный деятель, председатель горкома РСДРП (Иваново-Вознесенск, 1905, 1917—1919). |
| Балицкий Всеволод Аполлонович                           | 1892—1937   | Председатель ГПУ Украины (1923—1931 гг.), Народный комиссар внутренних дел Украинской ССР (1924—1930 гг.). |
| Баранников Иван                                         | ? — 1921    | Участник установления советской власти в Донецке. |
| Барбюс Анри                                             | 1873—1935   | Французский писатель и общественный деятель, член Французской компартии (с 1923), автор формулы «Сталин — это Ленин сегодня». |
| Барышев Николай Васильевич                              | 1880—1940   | Советский государственный и партийный деятель, организатор красногвардейского отряда в Петрограде, член Петросовета, с 1918 г. — на административно-хозяйственных должностях. |
| Басин Меер Велькович                                    | 1890—1918   | Член ВРК Кавказской армии, один из «26 бакинских комиссаров». |
| Батищев Семен Иванович                                  | ? — 1919    | Рабочий шахты № 8 «Ветка», участник установления советской власти в Донецке. |
| Батов Андрей Борисович                                  | ? — 1949    | Участник установления советской власти в Донбассе. Один из руководителей большевистской организации в Юзовской-Макеевском районе. |
| Бауман Карл Янович                                      | 1892—1937   | Деятель коммунистической партии, участник установления советской власти на Украине. Член организационного бюро ЦК ВКП (б) в 1928—1932 гг. Кандидат в члены Политбюро ЦК ВКП (б). |
| Бауман Николай Эрнестович                               | 1873—1905   | Русский революционер, большевик, руководитель Московской организации большевистского крыла РСДРП и Северного бюро РСДРП (б) (1903), организатор подпольной большевистской типографии. |
| Беленкович Александр Михайлович                         | 1893—1937   | Начальник штаба Красной гвардии Харькова, участник боев против Армии УНР. |
| Белинский Владислав Варфоломеевич (Вацлав, Чеслав)      | 1872—1918   | Участник Январского восстания против УНР 1918 |
| Берут Болеслав                                          | 1892—1956   | Польский коммунистический лидер, 1-й секретарь ЦК ПОРП (1954—1956), президент и председатель Госсовета (1947—1952), председатель Совета министров Польши (1952—1954). |
| Бедный Демьян                                           | 1883—1945   | Член ВКП (б). Агитатор в частях большевистских войск. В 1929 г. Уполномоченный по коллективизации в сёлах Тамбовской губернии. |
| Беленький Абрам Яковлевич                               | 1882—1941   | Майор госбезопасности, ответственный за охрану высшего руководства СССР. |
| Березин Александр Дмитриевич                            | 1895—1942   | В 1919 г. занимал должность командира отдельного батальона ВЧК, участвовал в осуществлении красного террора. |
| Бибиков Александр Андреевич                             |             | Участник установления советской власти, организатор комсомола в Екатеринославе. |
| Белостоцкий Иван Степанович                             | 1881—1968   | Советский государственный и партийный деятель, секретарь Тульской совета металлистов (1912—1917), на хозяйственной работе на Урале (с 1918). |
| Бирюков Василий Матвеевич                               |             | Первый председатель Криничанского сельского совета (с. Бирюково Свердловского района Луганской области). До 1920 р. с. Бирюково — с. Колодезное. |
| Благоев Димитр                                          | 1856—1924   | Основатель Болгарской коммунистической партии. |
| Благонравов Георгий Иванович                            | 1896—1938   | Комиссар государственной безопасности 1-го ранга (1936). Причастен к организации красного террора в Петрограде. |
| Близнюк Виктор Семёнович                                |             | Организатор и председатель ТСОЗ (товарищество по совместной обработке земли) села Помойник (Черкасская область, Маньковский район). В честь него село Помойник переименовано в Викторовка. |
| Блюхер Василий Константинович                           | 1890—1938   | Советский военный деятель, Маршал Советского Союза, с 1934 — кандидат в члены ЦК ВКП (б), главнокомандующий, военный министр и председатель Военного совета Дальневосточной республики (1921—1922), заместитель командующего войсками Украинского военного округа. |
| Богданов Михаил Сергеевич                               | 1881—1937   | Член ВУЦИК, председатель военного отдела при ВУЦИК (1917—1918), принимал активное участие в создании первых украинских советских воинских частей. |
| Богунский (Шарий) Антоний Саввич                        | 1899—1919   | Командир 1-го украинского советского (Богунского) полка (1918—1919) Красной армии, участник установления советской власти на Украине. |
| Бодров Артемий Ильич                                    | 1894—1918   | Большевик, основатель сельхозкоммуны в Мариуполе. |
| Боженко Василий Назарович                               | 1871—1919   | Деятель коммунистической партии, командир большевистских войск во время войны с УНР в 1917—1919 гг. |
| Бойченко Александр Максимович                           | 1903—1950   | Секретарь Киевского окружкома ЛКСМУ (1928—1929), генеральный секретарь ЦК ЛКСМУ (1930—1932), член ЦК КП (б) У (1930—1934), писатель |
| Бокий Глеб Иванович                                     | 1879—1937   | Комиссар государственной безопасности 3-го ранга (1935). Организатор красного террора в Петрограде и Северном регионе. Один из самых активных создателей системы ГУЛАГ. |
| Большунов Александр Яковлевич                           | 1883—1961   | Участник установления советской власти. |
| Бондарев Тихон Лаврентьевич                             | 1871—1938   | Участник установления советской власти на Екатеринославщине, организатор отрядов Красной гвардии, организатор принудительных хлебозаготовок. |
| Баневур, Виталий Борисович                              | 1902—1922   | Комсомолец, участник установления советской власти на Дальнем Востоке. |
| Бонч-Бруевич Владимир Дмитриевич                        | 1873—1955   | Деятель коммунистической партии, член Совета народных комиссаров РСФСР. |
| Боровой Никита Васильевич                               |             | Машинист паровоза станции Гришино, революционер (1905—1908), член РСДРП (б), участник установления советской власти в Донбассе, член ревкома станции Гришино (1917). |
| Бош Евгения Богдановна                                  | 1879—1925   | Народный секретарь внутренних дел советской УНР (декабрь 1917 — апрель 1918) в 1918 году. Управляла вооружёнными большевистскими отрядами на Украине. |
| Брагин Иван Петрович                                    | 1893 — 1919 | Комиссар отряда красных партизан, большевик. Участник установления советской власти на Днепропетровщине. |
| Брежнев Леонид Ильич                                    | 1906—1982   | Первый секретарь ЦК КПСС (1964—1966), Генеральный секретарь ЦК КПСС (1966—1982), в 1960—1964 и 1977—1982 гг. — Председатель Президиума Верховного Совета СССР. |
| Брон Михаил Исаакович                                   | 1896 -?     | Член ВУЦИК, прокурор Харьковской области (1932—1937) |
| Брюханов Николай Павлович                               | 1878—1938   | Народный комиссар продовольствия РСФСР (1921—1923), народный комиссар продовольствия СССР (1923—1924), народный комиссар финансов СССР (1926—1930). |
| Бубнов Андрей Сергеевич                                 | 1884—1938   | В апреле 1919 г. был одним из руководителей операции по жестокого подавления Куренёвского восстания против большевиков в г. Киеве; в 1919 — нарком внутренних дел Украинской ССР. |
| Будённый Семён Михайлович                               | 1883—1973   | Известнейший советский командарм. Участник установления советской власти на Украине в 1917—1921 гг., командующий Первой конной армии; один из организаторов политических чисток среди военных в 1930—1940-х гг. |
| Буздалин Сергей Феоктистович                            | 1892—1937   | Член ВУЦИК, народный комиссар юстиции УССР и председатель Верховного революционного трибунала (1921—1923 гг.), Председатель Верховного суда УССР, и. о. наркома внутренних дел УССР (1924) |
| Булат Иван Лазаревич                                    | 1896—1938   | Участник установления советской власти, член Екатеринославского комитета РСДРП (б), одновременно командир отряда Красной Гвардии (1917), в 1922—1925 гг.- на партийной работе, в 1925—1926 гг.- заместитель председателя Совнаркома УССР, в 1930—1934 гг. — кандидат в члены ЦК ВКП (б), в 1936—1937 гг. — нарком юстиции РСФСР и одновременно председатель Верховного Суда РСФСР. Член ЦИК СССР и ВУЦИК. |
| Буренин Николай Евгеньевич                              | 1874—1962   | Участник установления советской власти, соратник Л. Б. Красина. |
| Вагжанова Александр Петрович                            | 1877—1919   | Большевик, участник установления советской власти в Твери, председатель Тверского военревкома (1917), исполкома Тверского губернского Совета (1917—1918). |
| Вайнер Леонид Яковлевич                                 | 1897—1937   | Участник установления советской власти в Донбассе. В ноябре 1917 сформировал красногвардейский кавалерийский отряд; командир Луганского кавалерийского полка. |
| Валявко Василий Антонович                               | 1885—1930   | Командир большевистских отрядов в 1917—1919, председатель Екатеринославской ЧК (1919), в 1926 — сотрудник торгпредства СССР в Германии, в 1927 гг. — Председатель Мариупольского окружного исполкома, в 1927—1928 гг. — Член коллегии НК РКИ УССР, член ЦКК КП (б) У. |
| Ванников Борис Львович                                  | 1897—1962   | Заместитель народного комиссара оборонной промышленности (1937—1939), нарком вооружения (1939—1941), нарком боеприпасов СССР (1942—1946). |
| Варганов, Василий Афанасьевич                           | 1890—1974   | Участник установления советской власти, организатор Красной гвардии в Мариуполе, городской военный комиссар Мариуполя |
| Варейкис Иосиф Михайлович                               | 1894—1938   | Народный комиссар социального обеспечения Донецко-Криворожской Республики (1918), председатель Симбирского (1918—1920) и Витебского (1920) губернского комитета партии (1918—1920), Витебского губернского ревкома (1920), первый секретарь Центрально-Чернозёмного (1928—1934) и Воронежского (1934—1935) обкомов партии, Сталинградского (1935—1936) и Дальневосточного (1937) крайкомов партии. |
| Василевская Ванда Львовна                               | 1905—1964   | Депутат Верховного Совета СССР, сотрудник-агитатор Политуправления Красной Армии во время Второй мировой войны. Председатель коммунистической Союза польских патриотов и член сформированного в Москве марионеточного «Польского комитета национального освобождения» и Временного Польского Правительства. |
| Василенко Марк Сергеевич                                | 1895—1937   | Участник установления советской власти на Украине. Работал в ВЧК (1919 г.), Заместитель председателя исполкома Черниговского губернского Совета (1923—1924 гг.), Секретарь Президиума Всеукраинского ЦИК (1929—1931 гг.), Нарком финансов УССР (1935—1937 гг.) |
| Ватутин Николай Фёдорович                               | 1901—1944   | [ 2 ] [ 3 ] |
| Вахитов Мулланур Муллазянович                           | 1895—1918   | Большевистский деятель Татарстана, народный комиссар по делам мусульман Внутренней России (1918). |
| Вахрушев Василий Васильевич                             | 1902—1947   | Председатель СНК РСФСР в 1939—1940 гг., народный комиссар угольной промышленности СССР в 1939—1946 гг. |
| Вацетис Иоаким Иоакимович                               | 1873—1938   | Командарм 2 ранга, один из командиров отрядов «латышских стрелков», в 1918—1919 гг. Главнокомандующий вооруженными силами РСФСР. |
| Ващенко Григорий Иванович                               | 1920—1990   | Советский партийный деятель, первый секретарь Харьковского обкома КПУ (1964—1972), член ЦК КПСС (1966—1989), член ЦК КПУ (1965—1986), член Политбюро ЦК КПУ (1971—1983), первый заместитель Председателя Совета Министров СССР (1972—1983), министр торговли СССР (1983—1986). |
| Величкина Вера Михайловна                               | 1868—1918   | Сотрудник медико-санитарного отдела Петроградского ВРК. После Октябрьского переворота была организатором школьно-санитарного дела, возглавляя соответствующий отдел при Народном комиссариате просвещения, организатор Народного комиссариата здравоохранения РСФСР. |
| Винокуров Александр Михайлович                          | 1869—1944   | Член коллегии Народного комиссариата труда РСФСР (1917), народный комиссар социального обеспечения РСФСР (1918—1921), народный комиссар здравоохранения УССР (1919), член Комиссии по борьбе с голодом (1921—1924), председатель Верховного суда СССР (1924—1938). |
| Высочиненко Семен Дмитриевич                            | 1890—1938   | Партийный и комсомольский деятель, участник установления советской власти на Украине, секретарь Харьковского губернского комитета, ЦК Ленинского коммунистического союза молодёжи Украины (1924—1925), генеральный секретарь ЦК ЛКСМУ (1925—1927). |
| Вышинский Андрей Януарьевич                             | 1883—1954   | Прокурор СССР (1935—1939), министр иностранных дел СССР (1949—1953), организатор большого террора в СССР. |
| Вознесенский Николай Алексеевич                         | 1903—1950   | Советский государственный и партийный деятель, академик АН СССР, член Политбюро КПСС (1947—1949). |
| Воинов Иван Авксентьевич                                | 1884—1917   | Большевик, корреспондент большевистских изданий. |
| Войков Пётр Лазаревич                                   | 1888—1927   | Член ВКП (б), член Екатеринбургского военно-революционного комитета. Заместитель председателя Коллегии Народного комиссариата внешней торговли. Участник советской делегации при заключении Рижского мира с Польшей в 1921 |
| Войцехович Альберт Казимирович                          | 1877—1957   | Участник установления советской власти на Украине, член Екатеринославской совета рабочих депутатов. |
| Волков И.                                               |             | Организатор партячейки ВКП (б) в Гуляевке (Березовский район Одесской области) в 1918 году. В честь него переименовали село Таневка. |
| Володарский Владимир                                    | 1891—1918   | Деятель коммунистической партии. Член Президиума ВЦИК. Комиссар печати, пропаганды и агитации Союза коммун Северной области. |
| Волосевич Пётр Сергеевич                                | 1904—1959   | Комсомолец, организатор ЛКСМ в Мариуполе, участник установления советской власти на Украине. |
| Воробьёв Филипп Матвеевич                               | 1898—1919   | Большевик, участник установления советской власти в Донбассе. |
| Воробьёв Яков Зиновьевич                                | 1885—1919   | [ 2 ] |
| Воровский Вацлав Вацлавович                             | 1871—1923   | Деятель коммунистической партии. Заведующий Государственного издательства РСФСР, инициатор преследования Церкви. Делегат I Конгресса Коминтерна. |
| Воронцов Пётр Афанасьевич                               | 1893—1919   | Участник установления советской власти на Украине |
| Ворошилов Климент Ефремович                             | 1881—1969   | Военный и политический деятель, маршал Советского Союза. В апреле 1919 г.. Был одним из руководителей операции по жестокого подавления Куренёвского восстания против большевиков в Киеве. Принимал участие в создании ВЧК (в январе 1918 гг. — Председатель ЧК по охране Петрограда) и подавлении Кронштадтского восстания 1921 Один из организаторов массовых репрессий в Красной Армии. Председатель Президиума Верховного Совета СССР (1953—1960 гг.), Член Политбюро (Президиума) ЦК КПСС (1926—1960 гг.)                                                                                                |
| Вострецов Степан Сергеевич                              | 1883—1932   | Советский военачальник, комкор, участник установления советской власти на Дальнем Востоке. |
| Гавро Лайош                                             | 1894—1938   | Военный комендант Киева во время большевистской оккупации 1919 |
| Гагарин Ф.И.                                            |             | Участник установления советской власти в городе Пятихатки. |
| Гай Гая Дмитриевич                                      | 1887—1937   | Советский военачальник, участник установления советской власти в Сибири, на Кавказе, в Беларуси. Наркомвоенмор Армянской ССР. |
| Гайдар Аркадий Петрович                                 | 1904—1941   | Известный советский детский писатель. Автор повестей и рассказов "Чук и Гек", "Тимур и его команда", "Голубая чашка". Инициатор детского движения. Деятель коммунистической партии, член ЧК в годы Гражданской войны. Погиб в бою с нацистами летом 1941 года, будучи военным корреспондентом. |
| Гаевой Антон Иванович                                   | 1907—1962   | Первый секретарь Горловского горкома партии (1938), председатель исполкома Сталинской облсовета (1939—1940), 1-й секретарь Ворошиловградского обкома партии (1940—1951), 1-й секретарь Запорожского (1952—1957) и Днепропетровского (1957—1961) обкомов партии, член ЦК КП (б) У (1940—1962) и ЦК КПСС (1956—1962). |
| Галан Ярослав Александрович                             | 1902—1949   | Видный западно-украинский писатель, журналист, общественный и политический деятель, член Коммунистической партии Западной Украины (КПЗУ) с 1924, участник установления советской власти в Западной Украине (1939—1940) автор ряда публикаций, в которых резко критиковал УГКЦ, Ватикан, западные державы и украинских националистов. После выхода его антирелигиозного пасквиля "Я плюю на Папу" был убит католиком-фанатиком. |
| Гальбич Абрам В.                                        |             | Член 1-го Броварского ревкома, который устанавливал советскую власть в Броварах в 1917—1918 годах. |
| Гамарник Ян Борисович                                   | 1894—1937   | Участник Январского восстания рабочих завода "Арсенал"против УНР 1918, работал в большевистском подполье во времена Украинского Государства П. Скоропадского; участвовал во взятии Киева Красной Армией в 1919 г.., председатель Киевского губревкома (1920—1921 гг.). |
| Ганев Димитр                                            | 1898—1964   | Болгарский государственный коммунистический деятель, участник Сопротивления, секретарь ЦК БКП (1952—1957), председатель Президиума Народного Собрания НРБ (1958—1964). |
| Гаргаев Николай Иванович                                | ? — 1964    | Участник установления советской власти на Украине. Начальник штаба Красной гвардии в Юзовке. |
| Гарниер Александр Николаевич                            | 1896—1921   | Революционный матрос Балтийского флота, направленный большевиками на Украину для установления советской власти, участвовал в расправе над защитниками Крут в январе 1918 г., Был командиром Первого революционного полка им. Ленина, который принимал активное участие в установлении советской власти на территории Украины, России, Азербайджана. В 1921 г.. Организовал Черниговскую ВЧК и возглавлял борьбу с антисоветскими повстанцами. |
| Гастелло Николай Францевич                              | 1907—1941   | |
| Глебов-Авилов Николай Павлович                          | 1887—1937   | Участвовал в формировании отрядов Красной гвардии (1917), председатель Черниговского губревкома (конец 1919 — начало 1920), нарком труда Украины. |
| Гончаров Фёдор Васильевич                               | 1890—1934   | Деятель коммунистической партии, член ЧК. |
| Гопнер Серафима Ильинична                               | 1880—1966   | Член Екатеринославского комитета РСДРП (б) (1917), секретарь ЦК КП (б) У (1918), в 1920—1925 гг. — Член бюро и заведующая агитпропом Екатеринославского, Московского, Донецкого, Харьковского губкомов партии (1920—1925), редактор харьковской газеты «Всеукраинский пролетарий» (1927—1929), заместитель редактора газеты «Коммунист», в 1928—1938 гг. — на ответственной работе в Коминтерне, с 1945 гг. — старший научный сотрудник Института марксизма-ленинизма при ЦК КПСС. |
| Гордынский Антон Иосифович                              | 1884—1919   | Начальник отряда Красной гвардии в Белой Церкви, белоцерковский уездный военный комиссар; боролся с крестьянскими отрядами, которые выступали против политики военного коммунизма. |
| Городовиков Ока Иванович                                | 1879—1960   | Большевистский военачальник. Участник установления советской власти на Украине. |
| Горький Максим                                          | 1868—1936   | [ 2 ] |
| Готвальд Клемент                                        | 1896—1953   | Генеральный секретарь Коммунистической партии Чехословакии в 1929—1953 гг. |
| Гринько Григорий Федорович                              | 1890—1938   | Нарком просвещения УССР (1920—1922), председатель Госплана УССР (1922—1923), председатель исполкома Киевского губрады (1923—1925), заместитель председателя Госплана СССР (1928—1929), нарком финансов СССР (1930—1937). |
| Гриценко Алексей Варфоломеевич                          | 1905—1983   | Помощник оперуполномоченного Мариупольского городского отдела ГПУ (1932—1934 гг.) И УНКВД Донецкой области (1934—1936 гг.). Начальник Амвросиевского райотдела НКВД Сталинской области (1936—1939 гг.), Краматорского городского отдела НКВД Сталинской области (1939—1941 гг.). Заместитель начальника Управления НКВД-МВД СССР по Волынской области (1945—1950 гг.), Позднее — начальник управлений МВД СССР по Станиславский (1950—1953 гг.), Дрогобычской (1953—1954 гг.) Областях; начальник Управления КГБ СССР по Дрогобычской области (1954—1959 гг.).                                               |
| Гришин Виктор Васильевич                                | 1914—1992   | Советский государственный и партийный деятель, 1-й секретарь Серпуховского горкома партии, председатель ВЦСПС (1956—1967), 1-й секретарь Московского горкома КПСС (1967—1985). |
| Грищук Леонид Степанович                                | 1906—1960   | 1-й секретарь Львовского обкома КП (б) У (ноябрь 1939 — июнь 1941). |
| Гротеволь Отто                                          | 1894—1964   | Немецкий коммунистический деятель, председатель правительства ГДР (1949—1964). |
| Груленко Михаил Васильевич                              | 1904—1941   | 1-й секретарь Станиславского обкома КП (б) У (ноябрь 1939 — июнь 1941) |
| Грушевый Константин Степанович                          | 1906—1982   | Первый секретарь Днепродзержинского городского комитета КП (б) У Днепропетровской области (1938—1939), 2-й секретарь Днепропетровского областного комитета КП (б) У (1939—1941), в июле — октябре 1941 г. — Исполняющий обязанности 1 го секретаря Днепропетровского обкома КП (б) у, в 1940—1949 гг. — член Ревизионной комиссии КП (б) У, в 1949—1952 гг. — член ЦК КП (б) У, в 1966—1982 гг. — кандидат в члены ЦК КПСС. |
| Губанов Михаил Константинович                           | 1892—1959   | Участник установления советской власти на Екатеринославщине. |
| Гудков Николай Петрович                                 |             | Участник установления советской власти на Екатеринославщине. |
| Гурин Витя                                              | 1914—1929   | Ученик Юзовской школы № 1, который был убит на Пасху 1929 за антирелигиозную пропаганду в городском клубе, имя широко использовалось для пропаганды коммунизма в Донбассе. |
| Давыдов Алексей Иосифович                               | 1907—1963   | Председатель исполкома Киевского городского совета депутатов трудящихся (1947—1963) |
| Дахно Илья Иванович                                     | 1886—1967   | Участник установления советской власти на Луганщине, красногвардеец, комиссар 1-го Луганского коммунистического полка. |
| Дацко Иосиф                                             | ? — 1919    | Член Харьковского большевистского подполья, участник установления советской власти на Украине. |
| Дегтяренко Пётр Михайлович                              | 1885—1938   | Организатор большевистских отрядов, участник войны против УНР, председатель киевского губернского ЧК. |
| Демченко Николай Нестерович                             | 1896—1937   | Советский партийный и государственный деятель, нарком земледелия УССР (1930—1932), первый секретарь Киевского (1932—1934) и Харьковского обкома (1934—1936) член Политбюро ЦК КП (б) У (1931—1937). |
| Джапаридзе Прокопий Апрасионович                        | 1880—1918   | Председатель исполкома Бакинского совета (1918), один из «26 бакинских комиссаров». |
| Дзержинский Феликс Эдмундович                           | 1877—1926   | Организатор и председатель ВЧК. |
| Дыбенко Павел Ефимович                                  | 1889—1938   | Организатор большевистских отрядов, член Совета Народных Комиссаров РСФСР, участник установления советской власти на Украине. |
| Димитров Георгий                                        | 1882—1949   | Генеральный секретарь Коминтерна в 1935—1943 годах. |
| Диас Хосе                                               | 1896—1942   | Генеральный секретарь компартии Испании (1932—1942). |
| Доброхотов Михаил Петрович                              | 1871—1919   | Участник установления советской власти, руководитель большевистского подполья в Харькове (1906—1913). |
| Довгалевский Валериан Савельевич                        | 1885—1934   | Нарком почт и телеграфов РСФСР (1921—1923), дипломатический представитель в Швеции (1924—1927), Японии (1927), Франции (1927—1934) |
| Довнар-Запольский Всеволод Митрофанович                 | 1898—1919   | Участник январского восстания против УНР в 1918 г., организатор и руководитель отрядов Красной гвардии на Шулявке в 1917—1918 гг. |
| Долгушев Алексей Романович                              | 1902—1973   | В органах ГПУ с 1929 г. Начальник 5-го отделения УГБ НКВД УССР (1937—1938 гг.), 1-го отделения УГБ НКВД УССР (в 1938 г..), Начальник УНКВД Киевской области (1938—1939 гг.). |
| Долорес Ибаррури                                        | 1895—1989   | Деятельница коммунистической партии Испании, деятель Коминтерна. |
| Доренский Савелий Семёнович                             | 1901—1967   | Участник установления советской власти в Юзовке (Донецке). |
| Драбкин Яков Давидович                                  | 1874—1933   | Политработник Красной Армии, секретарь Петрогадського военревкома (1917), руководитель Политического управления РВСР (1921—1922), председатель Туркестанского бюро ЦК РКП (б) (1922), деятель Коминтерна. |
| Дубовый Иван Наумович                                   | 1896—1938   | Советский военный деятель, военный комиссар, комендант, начальник связи Центрального штаба Красной гвардии Донбасса (1918—1919), участник установления советской власти на Украине. |
| Дубовый Наум Ипатьевич                                  | 1875—1941   | Член Центрального штаба Красной гвардии Донбасса (1917—1918), на руководящей и хозяйственной работе в Донбассе (1920), председатель Союза воинствующих безбожников Украины (1933—1938). |
| Дубровинский Яков Фёдорович                             | 1882—1918   | Участник установления советской власти в Сибири. |
| Дундич Олеко                                            | 1897—1920   | Деятель коммунистической партии, участник войны против УНР. |
| Дятлов Пётр Юрьевич                                     | 1883—1933   | Участник установления советской власти на Украине. |
| Эйдеман (Эйдеманис) Роберт Петрович                     | 1895—1937   | Советский военный деятель, участник установления советской власти на Украине, один из организаторов красного террора. С октября 1920 командовал войсками внутренней службы Южного и Юго-Западного фронтов, с 1921 г. — командовал войсками внутренней службы Украины, командующий войсками Харьковского военного округа, помощник командующего Вооруженными Силами Украины и Крыма (1921), член Всеукраинского Центрального Исполнительного Комитета. |
| Энгельс Фридрих                                         | 1820—1895   | Основоположник идеологии марксизма. Вместе с Карлом Марксом составил «Манифест Коммунистической партии». Его лицо использовалась для пропаганды коммунистического тоталитарного режима. |
| Егоров Александр Ильич                                  | 1883—1939   | Советский военный деятель, Маршал Советского Союза, председатель Центропленбежа (1918), 1-й заместитель наркома обороны СССР (1937—1938). |
| Елизаров Марк Тимофеевич                                | 1863—1919   | Советский государственный деятель, член ВКП (б), нарком путей сообщения (1917—1918), муж Анны Ульяновой — сестры В. Ленина. |
| Елизарова-Ульянова Анна Ильинична                       | 1864—1935   | Советский государственный и партийный деятель, член бюро ЦК РСДРП (1917), секретарь газеты «Правда», «Ткач», одна из организаторов Истпарта и Института В. И. Ленина. |
| Елин Георгий Васильевич                                 | 1887—1941   | Участник установления советской власти, член военной организации Петроградского комитета большевиков (1917) |
| Емельянов Николай Александрович                         | 1871—1958   | Деятель коммунистической партии, участник Октябрьского переворота. |
| Емельянов-Сурик Александр Васильевич                    | 1892—1938   | Участник установления советской власти, один из организаторов Красной гвардии в Харькове, Киевский губернский военный комиссар (1919 г.). |
| Ерахин Иван                                             | ? — 1921    | Участник установления советской власти на Украине. Военный комиссар Селидовской волости в 1921 |
| Ерёменко Андрей Иванович                                | 1892—1970   | Участник установления советской власти на Луганщине, боец 1-й Конной армии С. Будённого. Маршал Советского Союза. С 1946 г.. Депутат Верховного Совета СССР. Кандидат в члены ЦК КПСС (1956). |
| Ермаков Иларион                                         | ? — 1921    | Участник установления советской власти в Донбассе, боец Юзовского рабочего отряда. |
| Ермощенко Вениамин Иосифович                            | 1889—1937   | Деятель коммунистической партии, участник Октябрьского переворота и подавления украинского движения сопротивления 1920-х гг. |
| Ефремов Александр Илларионович                          | 1904—1951   | Председатель исполкома Мособлсовета (1938), председатель Московского горсовета (1938—1939), нарком тяжёлого машиностроения СССР (1940—1949), заместитель председатель Совмина СССР (1949—1951). |
| Жабрев Иван Андреевич                                   | 1898—1939   | От 1919 неизменно работал в органах ЧК-ГПУ-НКВД на территории России и Беларуси, майор госбезопасности с 1936 г.. В феврале-ноябре 1938 — начальник УНКВД Каменец-Подольской области. В июне 1938 г. Избран депутатом Верховного Совета РСФСР 1-го созыва. |
| Жданов Андрей Александрович                             | 1896—1948   | Член Политбюро ЦК ВКП (б). Организатор красного террора; лично визировал 176 расстрельных списков. |
| Железняков Анатолий Григорьевич («матрос Железняк»)     | 1895—1919   | Участник Октябрьского переворота, командир Первой советской конной батареи, командир бригады бронепоездов. Участник установления советской власти на Украине. |
| Жлоба Дмитрий Петрович                                  | 1887—1938   | Участник установления советской власти. Один из командиров Северосоветской республики (1918), руководитель Помголода и Последгола (1923—1925), председатель «Плавстроя» (1929—1937) |
| Жуков Георгий Константинович                            | 1896—1974   | Советский военачальник, маршал; Министр обороны СССР (1955—1957), член президиума ЦК КПСС (1957), отличился многочисленными приказами о расстрелах красноармейцев и мародёрством на оккупированных территориях Германии. Участник подавления Венгерской революции 1956. |
| Жуковский Иосиф Гаврилович                              | 1890—1930   | Участник установления советской власти на Екатеринославщине. |
| Завенягин Авраам Павлович                               | 1901—1956   | Заместитель наркома внутренних дел СССР (1941—1950 гг.). С 1955 г. заместитель председателя Совета Министров СССР и министр среднего машиностроения. Один из создателей системы ГУЛАГ. |
| Заворуев Андрей Емельянович                             | 1887—1941   | Участник установления советской власти, член подпольной организации РСДРП (б) на заводе «Русский Провиданс». |
| Загорский Владимир Михайлович                           | 1883—1919   | Организатор красного террора в России. Входил в политическую Комиссию по руководству Центральным Штабом карательных отрядов особого назначения Москвы, созданных для проведения красного террора |
| Задионченко Семён Борисович                             | 1898—1972   | В 1938—1941 гг. — 1-й секретарь Днепропетровского обкома КП (б) У, кандидат в члены Политбюро ЦК КП (б) У (1938—1949 гг.). Организатор политических репрессий в 1930-х — 1940-х гг. |
| Зайцев Фёдор Иванович                                   | 1897—1960   | Участник установления советской власти в Донбассе. Секретарь Юзовского городского совета рабочих и солдатских депутатов (1920—1923), секретарь Луганского окружкома партии (1929—1930), 1-й секретарь Днепропетровского горкома партии (1930—1932), секретарь ЦК КП (б) Украины (1932—1933). |
| Зайчук Владимир Игнатьевич                              | 1921—1996   | Следователь прокуратуры Владимира-Волынского (1940—1941 гг.), Председатель Ровенского областного суда (1950—1953 гг.), Первый заместитель министра юстиции УССР (1953—1962 гг.), Председатель Верховного суда УССР (1963—1970 гг .), министр юстиции УССР (1970—1990 гг.). |
| Замарайкин Лев Федотович                                | 1886—1959   | Участник установления советской власти на Екатеринославщине. |
| Запотоцкий Антонин                                      | 1884—1957   | Коммунистический деятель Чехословакии, генеральный секретарь ЦК КПЧ (1922—1925), председатель правительства (1948—1953), президент Чехословакии (1953—1957). |
| Заслонов Константин Сергеевич                           | 1902—1942   | [ 2 ] |
| Засядько Александр Фёдорович                            | 1910—1963   | Министр угольной промышленности СССР (1947—1955), член ЦК КПСС (1952—1956), заместитель председателя Совета министров СССР (1958—1962). |
| Затонский Владимир Петрович                             | 1888—1938   | Один из руководителей вооруженного восстания в Киеве после Октябрьского переворота 1917 г., народный комиссар просвещения УССР (1919—1920 гг.). |
| Захаренко Иван Ефимович                                 | 1880—1960   | Участник установления советской власти на Екатеринославщине. |
| Зачепа Иван Иванович                                    | 1900—1976   | Неизменно работал в органах ЧК-ГПУ-НКВД в 1920—1948 гг. Начальник 3-го отдела УГБ УНКВД Черниговской области (1936—1937 гг.), Ворошиловского городского отдела НКВД Ворошиловградской области (1937—1939 гг.), Управления НКВД УССР по Дрогобычской области (1939—1941 гг.). Генерал-майор госбезопасности с 1945 |
| Згурская Екатерина Ивановна                             | 1915—2000   | Заместитель председателя Верховного суда УССР (1952—1954 гг.), Заместитель министра (1954—1957 гг.), Министр юстиции УССР (1957—1963 гг.), Первый заместитель прокурора УССР (1963—1966 гг.). |
| Зеленский Тимофей Петрович                              | 1884—1937   | Деятель коммунистических партий, участник установления советской власти в Харькове, секретарь Петинского райкома партии, второй секретарь Харьковского горкома партии. |
| Землячка Розалия Самойловна                             | 1876—1947   | Участник установления советской власти, секретарь Крымского обкома ВКП (б), активный организатор красного террора в Крыму, занимала высокие партийные и государственные должности. |
| Зинуков Иван                                            |             | Участник установления советской власти на Екатеринославщине. |
| Зубарев Николай Прокопович                              | 1904—1980   | С 1928 г. проходил службу в пограничных войсках ГПУ-НКВД СССР. Начальник Управления войск НКВД по охране тыла 1-го Украинского фронта (1944—1945 гг.), В 1947—1950 гг. — Заместитель начальника, а в 1950—1953 гг. — Начальник Управления пограничных войск МГБ Закарпатского округа. |
| Зубков Владимир                                         | 1893—1921   | Участник установления советской власти в Донбассе, боец Юзовского рабочего отряда. |
| Иванов Андрей Васильевич                                | 1888—1927   | Участник установления советской власти на Украине. Один из организаторов вооружённого восстания против УНР в 1918 году. Председатель Киевского губисполкома (1919 г.), Позднее — Киевского губревкома (1919—1920 гг.), Харьковского, Одесского губисполкомов, член президиума и секретарь ВУЦИК. |
| Иванов Василий Тимофеевич                               | 1894—1938   | Занимал руководящие должности в ВУЧК-ГПУ УССР (1922—1925 гг.), возглавлял Харьковское, Киевское, Донецкое региональные подразделения ГПУ-НКВД (1925—1937 гг.). Заместитель наркома внутренних дел УССР (1937), и. о. наркому внутренних дел УССР (1937 г.). Комиссар госбезопасности 3-го ранга. |
| Иванов Иван Иванович                                    | ? — 1921    | Участник установления советской власти в Донбассе, боец Юзовского рабочего отряда. |
| Ивашутин Пётр Иванович                                  | 1909—2002   | В органах НКВД с 1939 г. Заместитель начальника Особого отдела НКВД Черноморской группы войск (1942), начальник Управления контрразведки СМЕРШ Юго-Западного (1943 г.) И 3-го Украинских (1943—1945 гг.) фронтов. Министр госбезопасности УССР (1952—1953 гг.), Заместитель начальника министра внутренних дел УССР (март-июнь 1953). |
| Каганович Лазарь Моисеевич                              | 1893—1991   | Генеральный секретарь ЦК КП (б) У, организатор Голодомора и других коммунистических преступлений. |
| Калинин Михаил Иванович                                 | 1875—1946   | Председатель ЦИК СССР и Президиума Верховного Совета СССР. |
| Каменский Абрам Захарович                               | 1885—1938   | Участник установления советской власти в Донбассе. Деятель Донецко-Криворожской республики, народный комиссар по делам государственного контроля (1918 г.), Председатель Луганского парткомитетов. Член партии большевиков с 1917 |
| Каменев Сергей Сергеевич                                | 1881—1936   | Участник установления советской власти, командарм 1-го ранга. |
| Каменские, братья                                       |             | Первые комсомольцы Екатеринославщины. |
| Карбышев Дмитрий Михайлович                             | 1880—1945   | [ 2 ] |
| Карнаухов М.И.                                          |             | Участник установления советской власти в Донбассе, командир отряда красных партизан в Краматорске. |
| Карпов Лев Яковлевич                                    | 1879—1921   | Участник установления советской власти, член Президиума ВСНХ РСФСР (1918). |
| Карпуша Емельян Мартынович                              | 1881—1937   | Участник установления советской власти на Екатеринославщине. |
| Картвелишвили Лаврентий Иосифович («Лаврентьев»)        | 1890—1938   | Участник установления советской власти на Украине. |
| Кашен Марсель                                           | 1869—1958   | Французский коммунистический деятель, член президиума исполкома Коминтерна. |
| Каширин Николай Дмитриевич                              | 1888—1938   | Командарм, председатель Оренбургского-Тургайского губисполкома (1920). |
| Квиринг Эммануил Иванович                               | 1888—1937   | Секретарь Донецкого губкома КП (б) У (1921—1923 гг.), Первый секретарь ЦК КП (б) У (1923—1925 гг.). |
| Квятек Казимир Францевич (Витковский Ян Карлович)       | 1888—1938   | Член ВУЦИК, участвовал в создании Богунского полка, активный участник борьбы против украинской власти. |
| Кедров Михаил Сергеевич                                 | 1878—1941   | Чекист: начальник военного отдела ВЧК (1918—1919), основатель первых концлагерей, ликвидировал Соловецкий монастырь (1920), член Президиума Госплана СССР 1931—1934). |
| Кирпонос Михаил Петрович                                | 1892—1941   | [ 2 ] |
| Киселёв Аркадий Леонтьевич                              | 1880—1938   | Один из организаторов Красной гвардии в Донбассе, позже воевал в рядах Красной армии. Народный комиссар юстиции и генеральный прокурор УССР (1935—1936 гг.), Член президиума ВУЦИК. |
| Кизиров Дмитрий Авраамович                              | ? — 1921    | Участник установления советской власти, член продотряда с заводов «Никополь» и «Русский Провиданс». |
| Киквидзе Василий Исидорович («Васо»)                    | 1895—1919   | Командовал Ровенским красногвардейским отрядом в боях против Центральной Рады (декабрь 1917 — апрель 1918). Весной 1918 г. командовал 4-й Красной армией на Украине. |
| Кин Павел Андреевич                                     | 1882—1943   | Председатель Харьковского РВК (1917 г.), Организатор отрядов Красной гвардии. Комендант Харькова в 1918—1919 гг., Председатель Одесского губревкома (1920—1921 гг.), Народный комиссар внутренних дел УССР (1921 г.). |
| Кингисепп Виктор Эдуардович                             | 1888—1922   | Организатор Компартии Эстонии, член ЧК, ревтрибунала, ВЦИК. |
| Киров Сергей Миронович                                  | 1886—1934   | Член ЦК РКП (б) с 1923 г. Организатор массовых репрессий. |
| Клапцов Дмитрий Иванович                                | 1895—1938   | Один из организаторов и руководителей комсомола в Харьковской области, участник установления советской власти на Украине |
| Клименко Василий Константинович                         | 1906—1984   | Первый секретарь Ворошиловградского обкома партии (1951—1961), секретарь Сталинского (1941), Башкирского (1941—1943) обкомов, Сталинского (1944—1951) горкома партии, председатель Украинского республиканского Совета профсоюзов (1961—1971). |
| Клочко Владимир Юрьевич                                 | 1889—1918   | Организатор Красной гвардии на Екатеринославщине |
| Кобозев Пётр Алексеевич                                 | 1878—1941   | Советский государственный и партийный деятель, комиссар. |
| Кобулов Амаяк Захарович                                 | 1906—1955   | Исполняющий обязанности наркома внутренних дел Абхазской АССР. С декабря 1938 — первый заместитель наркома внутренних дел УССР, в 1938—1939 гг. — и. о. наркома внутренних дел УССР. После войны работал в центральном аппарате НКВД-МВД СССР. |
| Коваль Андрей Андреевич                                 | ? — 1921    | Участник установления советской власти в Донбассе, боец Юзовского рабочего отряда. |
| Ковальчуки, братья (Георгий и Тимофей)                  |             | Участники установления советской власти. |
| Ковпак Сидор Артемьевич                                 | 1887—1967   | Командир партизанских отрядов на Украине, член ЦК КП (б) У, генерал-майор, председатель Путивльского горисполкома (1937—1941), заместитель председателя Президиума Верховного Совета УССР (1947—1967). Был в начальной версии списка на сайте Украинского института национальной памяти, но в данный момент отсутствует . |
| Ковтюх Епифан Иович                                     | 1890—1938   | Советский военный деятель, участник установления советской власти, комкор (1920), участник подавления Кронштадтского мятежа (1921), член ВЦИК. |
| Кожевников Иннокентий Серафимович                       | 1879—1931   | Один из организаторов и командиров Красной гвардии в Харькове. |
| Кожевников Сергей Фёдорович                             | 1904—1961   | В органах ГПУ с 1924 г.. В 1929—1930 гг. — Уполномоченный Нежинского окружного отдела ГПУ. Заместитель начальника (1939—1941 гг.), Начальник УНКВД по Винницкой и Сумской областях (1941 г.). Помощник начальника 3-го Главного управления МГБ СССР (1946—1947 гг.), Начальник 9-го управления МГБ СССР (1950—1951 гг.), Управление МГБ СССР по Дрогобычской (1951—1952 гг.) и Запорожской (1952—1953 гг.) областях. |
| Козачек Сергей Борисович                                | 1897—1971   | Боец Черниговского отряда Красной гвардии, 1-го Богунского полка; помощник военкома черниговского уездного военкомата (1919 г.). |
| Козлов Василий Иванович                                 | 1903—1967   | Советский партийный и государственный деятель, председатель Президиума Верховного Совета Белорусской ССР (1948—1967). |
| Козлов Иван Андреевич                                   | 1888—1957   | Советский партийный деятель, член большевистского подполья в Харькове и Севастополе (1917—1919), участник установления советской власти на Украине. |
| Коларов Васил Петров                                    | 1877—1950   | Болгарский коммунистический деятель. В 1922—1924 гг. Генеральный секретарь Коминтерна. В 1946 г. один из организаторов коммунистического переворота в Болгарии. |
| Коллонтай Александра Михайловна                         | 1872—1952   | Участник установления советской власти на Украине; начальник политотдела Заднепровской красной дивизии; нарком пропаганды и агитации Крымской ССР; член комиссии ЦК КПУ по агитации и пропаганды среди женщин-работниц; нарком пропаганды и агитации УССР. |
| Кон Феликс Яковлевич                                    | 1864—1941   | Участник установления советской власти на Украине, член Политбюро ЦК КП (б) У (1921). |
| Кондрашкин Андрей                                       | 1901—1923   | Участник установления советской власти, один из первых комсомольских вожаков в г. Мариуполе. |
| Кондрашов Иван                                          | ? −1921     | Участник установления советской власти в Донбассе, боец Юзовского рабочего отряда. |
| Копылов Николай Васильевич                              | 1889—1940   | Член Екатеринославского городского комитета РСДРП (б), организатор Красной гвардии (1917—1918). |
| Корганов Григорий Николаевич                            | 1886—1918   | Один из «26 бакинских комиссаров». |
| Коржиков Тит Михайлович                                 | 1896—1937   | Секретарь Черниговского губкома партии (1919), председатель Черниговского губисполкома (1919), председатель губревкома (1920 г.) инструктор орготдела ЦК КП (б) У. Организатор красного террора. |
| Корк Август Иванович                                    | 1887—1937   | Советский военный деятель, командарм, участник установления советской власти в России, Украине, Средней Азии. |
| Корнейчук Александр Евдокимович                         | 1905—1972   | В 1943—1944 гг. заместитель наркома иностранных дел СССР, член Президиума ЦК Компартии Украины, в 1947—1953 и 1959—1972 гг. председатель Верховного Совета УССР, в 1938—1941 и в 1946—1953 гг. председатель Союза писателей УССР |
| Коротков Фёдор Иванович                                 | 1905—1983   | Первый секретарь Корюковского райкома КП (б) У (1937—1941) |
| Коротченко Демьян Сергеевич                             | 1894—1969   | Председатель СНК УССР (1938—1939), секретарь ЦК КП (б) У (1939—1947), председатель Совета Министров УССР (1947—1954), с 1954 гг. — Председатель Президиума Верховного Совета УССР и заместитель Председателя Президиума Верховного Совета СССР . |
| Корчагин Павел                                          |             | Литературный герой романа Н. Островского «Как закалялась сталь», который пропагандировал борьбу за установление советской власти на Украине. |
| Коршунов Константин Николаевич                          | 1887—1937   | Член коммунистической партии. Руководитель отрядов матросов Балтийского флота во время Октябрьского переворота. |
| Косарев Александр Васильевич                            | 1903—1939   | Деятель ВЛКСМ (1927—1938), член ЦК ВКП (б) (1934—1938). |
| Косиор Станислав Викентьевич                            | 1889—1939   | Генеральный секретарь ЦК КП (б) У, "организатор Голодомора" по мнению украинских властей. |
| Косминский Иван Степанович                              |             | Участник установления советской власти в Донбассе. |
| Котельмах М.В.                                          | ? — 1919    | Участник установления советской власти на Украине, член РСДРП (б), организатор красногвардейских отрядов, комиссар железнодорожной станции Вознесенск. |
| Котлов Иван Фёдорович                                   | 1873—1920   | Участник установления советской власти в Харькове, руководитель Харьковской подпольной организации КП (б) У (1918—1919). |
| Котовский Григорий Иванович                             | 1881—1925   | Советский военный и политический деятель, участник установления советской власти на Украине, командующий Тираспольского отряда вооружённых сил Одесской Советской Республики (1918), член Всероссийского ЦИК, член Реввоенсовета СССР. |
| Коцюбинский Юрий Михайлович                             | 1896—1937   | Главнокомандующий советскими войсками во время войны с УНР в 1918 году. Член ЦК КП (б) У. |
| Кочубей Иван Антонович                                  | 1893—1919   | Участник установления советской власти. |
| Кравченко Николай Васильевич                            | 1886—1918   | Участник Январского восстания против УНР 1918 |
| Красиков Пётр Ананьевич                                 | 1870—1939   | Заместитель народного комиссара юстиции РСФСР (1918); с 1924 г. прокурор Верховного Суда СССР. |
| Красин Леонид Борисович                                 | 1870—1926   | Председатель чрезвычайной комиссии по снабжению Красной армии (1918), член Президиума ВСНХ, нарком торговли и промышленности РСФСР (1918—1920), нарком путей сообщения РСФСР (1919—1920), нарком внешней торговли РСФСР и СССР (1920—1925). |
| Крейсберг Исаак Миронович                               | 1898—1919   | Участник январского восстания против УНР в 1918 году, участник установления советской власти на Украине. Член ЦК КП (б) У в 1918 Один из руководителей восстания против Директории УНР в Екатеринославе в декабре 1918 |
| Кречетов Геннадий Валентинович                          |             | Заместитель председателя Мариупольского горисполкома (1941). |
| Кривомазов Михаил (Николай?) Иванович                   | 1896—1918   | Участник установления советской власти, начальник боевой дружины Основянско-Холодногорского района Харькова. |
| Кривошлыков Михаил Васильевич                           | 1894—1918   | Член правительства Донской советской республики (1918). |
| Кржижановский Глеб Максимилианович                      | 1872—1959   | Глава Главэнерго ВСНХ РСФСР (1919—1920), председатель Госплана РСФСР (1921—1923, 1925—1930), член ЦК партии (1924—1939). |
| Крыленко Николай Васильевич                             | 1885—1938   | Советский государственный и партийный деятель, главковерх. |
| Крылов М. М.                                            |             | Деятель коммунистической партии. |
| Крапивянский Николай Григорьевич                        | 1889—1948   | В 1918 командир первой украинской (советской) повстанческой дивизии, начальник штаба по формированию частей Первой Украинской советской армии Вооружённых сил УССР, в 1919 военный комиссар и комендант Нежина, в 1921 начальник войск Всеукраинской чрезвычайной комиссии Украины и Крыма, в 1930-х инспектор объектов НКВД, на которых задействована труд заключенных, начальник участка Угличского района «Волгостроя», строительства канала Москва-Волга, что сводился узниками «Волголага» |
| Кротенко С.                                             |             | Глава Семёновского сельревкома в 1919 году. В честь него село Семёновка Полтавской области переименован в Кротенки. |
| Крошка Никифор Семенович                                | ? — 1919    | Участник установления советской власти на Екатеринославщине. |
| Крупская Надежда Константиновна                         | 1869—1939   | Жена В. Ленина. Председатель Главполитпросвета в 1920—1929 гг. Инициатор массовых репрессий. |
| Ксенофонтов Иван Ксенофонтович                          | 1884—1926   | Член коммунистической партии, участник установления советской власти в России. Заместитель председателя ВЧК-ГПУ в 1919—1921 гг. |
| Кубасов Фёдор Васильевич                                | 1901—1919   | Участник установления советской власти в Харькове, секретарь Холодногорского райкома комсомола. |
| Кудрявцев                                               |             | Землеустроитель, который занимался распределением земли на Николаевщине после Октябрьского переворота. В честь него названо с. Кудрявцевка (до 1920 гг. — Колосовка) Николаевской области. |
| Кузнецов Николай Иванович                               | 1911—1944   | В 1930—1938 годах сотрудник ОГПУ и НКВД в Свердловской области России, участник коллективизации и борьбы с кулачеством. Во время Второй мировой войны — результативный разведчик и партизан, исполнитель ряда операции по ликвидации высших должностных лиц оккупационного нацистского режима. Украинскими властями обвиняется в осуществлении провокаций против украинского освободительного движения (ОУН и УПА), в результате которых нацистские оккупанты уничтожили некоторых его представителей.. |
| Валериан Владимирович Куйбышев                          | 1888—1935   | Советский государственный деятель, член Политбюро ЦК ВКП (б) (1930—1935), член Оргбюро ЦК ВКП (б) (1922—1923, 1934—1935), секретарь ЦК ВКП (б) (1922—1923), член ЦК ВКП (б) (1923—1927). |
| Григорий Иванович Кулик                                 | 1890—1950   | Военный и политический деятель СССР, Маршал Советского Союза. Участник установления советской власти в России, губернский комиссар, начальник гарнизона Харькова. С 1939 г. заместитель народного комиссара обороны СССР. |
| Кулик Иван Юлианович (Израиль Юделевич)                 | 1897—1937   | Член киевского ревкома в декабре 1917 г., Входил в состав правительства советской УНР, где возглавил Народный секретариат иностранных дел. Летом 1918 вместе с В. Примаковым создавал боевые части Красного казачества. |
| Кун Бела                                                | 1886—1938   | Председатель Крымского Ревкома. Организатор красного террора в Крыму. |
| Курач Николай Андреевич                                 | 1892 -?     | Участник установления советской власти на Украине. В 1919 г. — организатор Черниговского коммунистического отряда. Военный комиссар одной из частей Красной армии. |
| Коренной Иван Петрович                                  | 1880—1920   | Участник установления советской власти в Донбассе, председатель ревкома села Александровка. |
| Курочкин Пётр Андреевич                                 | 1894—1919   | Участник установления советской власти на Екатеринославщине. |
| Куусинен Отто Вильгельмович                             | 1881—1964   | Советский политический деятель, участник установления советской власти в Финляндии (1918, 1940), деятель Коминтерна. Первый и единственный председатель Президиума Верховного Совета Карело-Финской Социалистической Советской Республики (1940—1956) |
| Кучук Георгий                                           | ? — 1921    | Участник установления советской власти в Донбассе, боец Юзовского рабочего отряда. |
| Лабутенко Сергей Константинович                         | ? — 1919    | Участник установления советской власти в Донбассе, председатель Первой совета рабочих депутатов Рикивських рудников. |
| Лагода Иван Никитич                                     |             | Участник установления советской власти на Луганщине. Председатель Лисичанского совета рабочих депутатов в 1919 (Луганская обл.). |
| Лагутенко Иван Петрович                                 | 1885—1921   | Участник установления советской власти в Донбассе, член большевистского подполья в Юзовке. |
| Лазо Сергей Георгиевич                                  | 1894—1920   | Участник установления советской власти в Сибири и на Дальнем Востоке. Член Дальбюро ЦК РКП (б). |
| Лалаянц Исаак Христофорович                             | 1870—1933   | Участник Октябрьского переворота 1917 г.., Сотрудник Главполитпросвета Наркомпроса РСФСР. |
| Лапчинский Юрий Федорович                               | 1887—1938   | Уполномоченный Временного рабоче-крестьянского правительства Украины в Черниговской области (декабрь 1918), председатель Черниговского губревкома (1919 г.), секретарь ВУЦИК (1920—1922 гг.). |
| Ларин Юрий (Лурье Михаил Александрович)                 | 1882—1932   | Член Президиума Высшего совета народного хозяйства РСФСР, член президиума Госплана. |
| Ластовский Александр Константинович                     | 1890—1920   | Участник установления советской власти на Украине. В период Гетманата Павла Скоропадского — член подпольного Киевского обкома коммунистической партии. |
| Лацис Вилис Тенисович                                   | 1904—1966   | Латышский писатель и публицист, "латышский Джек Лондон". Член КПЛ с 1928 года и ВКП(б) с 1940. Поддержал вхождение Латвии в СССР и политические репрессии против противников этого. Председатель Совета Министров Латвийской ССР в 1940-1959 годах. |
| Лацис Мартын Иванович                                   | 1888—1938   | Член Петроградского военно-революционного комитета, начальник отдела ВЧК по борьбе с контрреволюцией, исполняющий обязанности председателя ВЧК. В 1919—1921 гг. председатель Всеукраинской ЧК, руководитель Киевской ЧК. |
| Лацис Ян Янович                                         | 1897—1937   | Комкор, один из самых известных командиров частей «латышских стрелков», участник установления советской власти на Украине. |
| Лащенко Михаил Лукич                                    | 1891—1920   | Участник установления советской власти на Украине в 1918—1919 гг. Один из организаторов красноармейских и партизанских отрядов на Нежинщине, первый военный комиссар Нежинского округа; главный комиссар КП (б) У Нежинского уезда. |
| Лебедев Николай Николаевич                              | 1887—1919   | Активный участник борьбы против украинской власти в Киеве в 1917—1918 гг. |
| Лебедев Павел Павлович                                  | 1872—1933   | Советский военный деятель, начальник штаба Красной армии (1919—1924), член Реввоенсовета СССР (1923—1924), участник установления советской власти в России и Украине. |
| Лебедь Дмитрий Захарович                                | 1893—1937   | Член Екатеринославской революционного совета (1917), губернский комиссар милиции, в 1920—1924 гг. — Второй секретарь ЦК КП (б) У, в 1924—1925 гг. — Председатель Центральной контрольной комиссии ВКП (б) и нарком рабоче-крестьянской инспекции УССР, в 1925—1930 гг. — заместитель народного комиссара рабоче-крестьянской инспекции СССР, в 1930—1937 гг. — заместитель председателя Совета народных комиссаров РСФСР. Член ЦК ВКП (б) |
| Ленин (Ульянов, Ильич)                                  | 1870—1924   | |
| Леваневский Сигизмунд Александрович                     | 1902—1937   | [ 2 ] |
| Лепешинский Пантелеймон Николаевич                      | 1868—1944   | Участник установления советской власти в России, коммунистический партийный деятель. |
| Лепсе Иван Иванович                                     | 1889—1929   | Советский партийный и государственный деятель, член ВЦИК и ЦИК СССР. Принимал участие в подавлении восстания в Кронштадте. |
| Лернер Александр Яковлевич                              |             | Участник установления советской власти в Донбассе. |
| Лысенко Трофим Денисович                                | 1898—1976   | Советский агроном, академик ВАСХНИЛ (1935), академик АН СССР (1939), президент ВАСХНИЛ (1938—1956, 1961—1962), депутат Верховного Совета СССР (1937—1966). Один из инициаторов травли науки генетики, борьбы с «вейсманизмом-морганизмом-менделизмом», т. н. «Лысенковщины». Результатом этой кампании стали репрессии против учёных, разгром школы советской генетики, официальная государственная поддержка псевдонаучных концепций «лысенковцев». |
| Литвинов Максим Максимович                              | 1876—1951   | Советский государственный и партийный деятель, дипломат, нарком иностранных дел СССР (1930—1939), представитель РСФСР в Великобритании (1917—1918), в США (1918), Эстонии (1920—1921), в Лиге Наций (1934—1938). |
| Лихачёв Иван Алексеевич                                 | 1896—1956   | Организатор промышленности. Нарком среднего машиностроения СССР в 1939-40 годах, в 1940-50 - директор Завода имени Сталина (ЗИС). |
| Лычёв Иван Акимович                                     | 1881—1972   | Советский партийный и государственный деятель, председатель Самарского губсовета потребительских обществ (1921—1922), секретарь Самарского губкома партии (1923—1925), председатель ЦКК и нарком РКИ Белорусской ССР (1932—1935), член ВЦИК, ЦИК СССР. |
| Либкнехт Карл                                           | 1871—1919   | Деятель Коммунистической партии Германии, организатор коммунистического мятежа в Германии в 1919 |
| Лившиц Яков Абрамович                                   | 1896—1937   | Председатель Черниговской губернской ЧК в 1920, Киевской губернской ЧК в 1922 г .; заместитель председателя ГПУ УССР в 1923 г .; член ВУЦИК. |
| Логаш Василий                                           |             | Участник установления советской власти на Екатеринославщине. |
| Ломов (Оппоков) Георгий Ипполитович                     | 1888—1938   | Советский государственный и партийный деятель; член ЦК партии (1917—1919, 1927—1934), заместитель председателя Госплана (1931—1933). |
| Лотиков Иван Васильевич                                 | 1890—1940   | Красногвардеец. Участник установления советской власти в Донбассе. Секретарь Тамбовского и Курского губкомов РКП (б). Находился на высоких партийных должностях в России, Казахстане, Узбекистане. |
| Лукашевич Николай Иосифович                             | 1888—1918   | Участник Январского восстания против УНР в 1918 |
| Лукашенко Тимофей Митрофанович                          | 1890—1919   | Участник установления советской власти на Екатеринославщине. |
| Лукомский Пётр Ильич                                    | 1892—1935   | Участник установления советской власти на Украине. Командир отряда Красной гвардии. |
| Луначарский Анатолий Васильевич                         | 1875—1933   | Виднейший деятель коммунистической партии, соратник Ленина. Первый Народный комиссар просвещения СССР, организатор массового образования всех уровней. |
| Лунин Николай Александрович                             | 1915—1968   | Машинист паровоза депо Новосибирск, инициатор социалистического соревнования за новые методы эксплуатации паровозов (1940), использованный коммунистической пропагандой как инструмент для организации «лунинского движения» скоростного ремонта паровозов, аналогичного стахановскому движению. |
| Луценко С. К.                                           |             | Участник установления советской власти. В 1926—1928 годах заместитель народного комиссара земледелия УССР. В честь него село Лягушки переименовали в Луценки (Полтавская область, Лохвицкий район). |
| Любович Артемий Моисеевич                               | 1880—1938   | Участник установления советской власти, председатель Кронштадтского комитета (1918), и. о. наркома почт и телеграфов (1920—1921). |
| Любченко Панас Петрович                                 | 1897—1937   | Председатель СНК УССР в 1934—1937 гг. |
| Людников Иван Ильич                                     | 1902—1976   | Краснофлотец Мариупольского военно-морской базы Азовской флотилии (1918—1920), член Ревизионной комиссии КП (б) У (1949—1952). |
| Люксембург Роза                                         | 1871—1919   | Известнейший деятель Коммунистической Партии Германии, германского и мирового рабочего и женского движения. |
| Лядов (Мандельштам) Мартын Николаевич                   | 1872—1947   | Участник установления советской власти в Закавказье, председатель исполкома Бакинского совета (1917). |
| Майоров Михаил Моисеевич                                | 1890—1938   | Деятель коммунистической партии. Член Центрального исполнительного комитета РСФСР. Народный комиссар снабжения УССР. |
| Макаренко Антон Семёнович                               | 1888—1939   | Виднейший педагог и организатор советского образования, создатель системы обучения для детей-сирот и малолетних преступников. Основы его системы обучения описаны им в художественном произведении "Педагогическая поэма". |
| Максимов                                                |             | Офицер НКВД, убит воинами УПА возле с. Любухова (ныне — с. Максимовка, Львовская область). |
| Малыгин Иван Васильевич                                 | 1887—1918   | Один из «26 бакинских комиссаров». |
| Малышев Вячеслав Александрович                          | 1902—1957   | Советский государственный деятель, нарком тяжёлого машиностроения (1939—1940), танковой и средней промышленности (1940—1952), член ЦК ВКП (б) (1939—1957). , один из плеяды «сталинских наркомов», руководивших созданием индустрии Советского Союза в конце 1930-x — начале 1950-х годов, Герой Социалистического Труда (05.08.1944 г.). Несмотря на наличие в списке, его имя до сих носит имя Харьковский Завод Тяжелого Машиностроения. |
| Манагаров Иван Мефодьевич                               | 1898—1981   | Советский военный деятель, генерал-полковник, Герой Советского Союза (1945 г.). Участник установления советской власти в Донбассе, боец Красной гвардии в Енакиево. |
| Манкевич Александр                                      |             | Деятель коммунистической партии. |
| Мануильский Дмитрий Захарович                           | 1883—1959   | Первый секретарь ЦК КП (б) У в 1921—1923 гг., Секретарь Исполнительного комитета Коминтерна в 1928—1943 гг., Заместитель председателя Совета Министров УССР в 1946—1953 гг. Как дипломат стоял у истоков создания ООН, представитель УССР на конференции в Сан-Франциско. Возглавлял комитет по подготовке текста преамбулы и первого раздела Устава ООН — «Цели и принципы». Участвовал в работе первых четырёх сессий Генеральной Ассамблеи ООН. Первый представитель Украины в ООН. |
| Маркин Николай Григорьевич                              | 1893—1918   | Матрос Балтийского флота, участник Октябрьского переворота 1917 |
| Маркс Карл                                              | 1818—1883   | Основоположник идеологии марксизма. Вместе с Фридрихом Энгельсом составил «Манифест Коммунистической партии». Введен в список в связи с уравниванием на Украине идеологий коммунизма и национал-социализма. |
| Мате Залка                                              | 1896—1937   | Участник установления советской власти на Украине. В 1921—1923 гг. В составе войск ВЧК участвовал в подавлении крестьянских восстаний Нестора Махно. |
| Матросов Александр Матвеевич                            | 1924—1943   | [ 2 ] |
| Махарадзе Филипп Иесеевич                               | 1868—1941   | Председатель Совнаркома Грузинской ССР (1929—1931), Президиума Верховного Совета Грузинской ССР (1938—1941). |
| Медведев Дмитрий Николаевич                             | 1898—1954   | Один из руководителей органов ЧК в УССР, активный организатор политических репрессий. Участник ликвидации многочисленных повстанческих отрядов. В первой половине 1930-х гг. активно участвовал в политических чистках органов госбезопасности . В годы войны партизанский отряд Медведева "Победители" уничтожил ряд чиновников оккупационного нацистского режима на западе Украины. Параллельно борьбе с войсками вермахта отряд Медведева вступал в противостояние с вооружёнными формированиями Организации Украинских Националистов, что и ставится ему в вину украинскими властями.                    |
| Межлаук Валерий Иванович                                | 1893—1938   | Один из организаторов Красной гвардии в Харькове; нарком финансов Донецко-Криворожской республики (1918). |
| Меламед Яков Давидович                                  | 1887—1919   | Участник установления советской власти в Мариуполе. |
| Менжинский Вячеслав Рудольфович                         | 1874—1934   | Советский государственный и партийный деятель, участник Октябрьского переворота, нарком Рабоче-крестьянской инспекции (1919), один из основателей ЧК, председатель ОГПУ (1926—1934) |
| Меренков Иван Игнатьевич                                | 1875—1946   | Участник установления советской власти на Екатеринославщине. |
| Меркулов Фёдор Александрович                            | 1900—1956   | Участник установления советской власти на Украине, секретарь Бахмутского уездного комитета партии (1923—1924), Мариупольского райкома профсоюза металлистов (1924—1926), нарком чёрной металлургии (1939—1940), член ЦК ВКП (б) (1939—1941). |
| Мехлис Лев Захарович                                    | 1889—1953   | Заместитель председателя СНК СССР в 1940—1944 гг., Генерал-полковник, активный организатор политических репрессий в СССР в 1920—1930-х гг. Доверенное лицо Сталина. В годы Великой Отечественной войны начальник Главного Политического Управления РККА. После войны министр государственного контроля. |
| Мильчаков Александр Иванович                            | 1903—1973   | Генеральный секретарь ЦК ЛКСМ Украины, ЦК ВЛКСМ, деятель Коминтерна. |
| Минайленко Иван Захарович                               | 1902—1919   | Революционер-большевик, участник установления советской власти в Харькове, организатор Ивано-Холодногорского райкома комсомола (1918—1919). |
| Мироненко Карп Григорьевич                              | 1886—1963   | Участник установления советской власти на Екатеринославщине. |
| Мироненко Фёдор                                         | ? — 1921    | Участник установления советской власти в Донбассе, боец Юзовского рабочего отряда. |
| Миронов Николай Романович                               | 1913—1964   | Первый секретарь Октябрьского района (1947—1949), секретарь Кировоградского обкома КП (б) У (1951), заместитель начальника 3-го управления КГБ СССР (1951—1956), начальник УКГБ по Ленинградской области (1956—1959); с мая 1959 — заведующий отделом административных органов ЦК КПСС. |
| Микоян Анастас Иванович                                 | 1895—1978   | ВИДНЫЙ Советский государственный и партийный деятель, нарком пищевой промышленности, внешней торговли и проч. в 1930-годы, первый заместитель председателя Совета Министров СССР (1955—1964), председатель Президиума ВС СССР (1964—1965). |
| Миллеры, братья (Николай, Макарий, Афанасий)            |             | Участники установления советской власти на Екатеринославщине. |
| Модестов Сергей Васильевич                              | 1882—1919   | Участник установления советской власти на Екатеринославщине. |
| Мозговой Иван Алексеевич                                | 1927—2005   | Советский государственный и партийный деятель, секретарь ЦК ЛКСМУ (1955—1962), 1-й секретарь Ровенского (1966—1972), Херсонского (1972—1980) обкомов компартии, первый заместитель председателя Совета министров УССР (1980). |
| Моисеенко Петр Анисимович                               | 1852—1923   | Участник установления советской власти, сотрудник Истпарта в Харькове. |
| Мокиевская-Зубок Людмила Наумовна                       | 1896—1919   | Участница установления советской власти, уполномоченная Петроградского ВРК с продовольствию в Екатеринославской губернии, в 1918—1919 гг. — Комиссар бронепоезда «3-й Брянский». |
| Молотов Вячеслав Михайлович                             | 1890—1986   | Председатель СНК СССР в 1930—1941 гг., по версии украинских властей и части ученых - один из организаторов "Голодомора" 1932—1933 гг.. По мнению европейских историков - соорганизатор Катынский расстрела. Принимал участие в создании ГУЛАГа (1934 г.). Визировал после Сталина расстрельные списки. 23 августа 1939 подписал «Пакт Молотова — Риббентропа». |
| Морозов Павел Тимофеевич                                | 1918—1932   | Организатор пионерского отряда в селе Герасимовка Уральской области России. Был убит крестьянами за доносительство. Лицо, которое коммунистическая пропаганда преподносила как символ верности пионера и принципиальности молодого борца с кулаками. |
| Муранов Матвей Константинович                           | 1873—1959   | Советский партийный и государственный деятель. В 1917 г. заместитель наркома внутренних дел РСФСР. С 1923 по 1934 член Верховного суда СССР. |
| Муринсон М.С.                                           |             | Участник установления советской власти в Чернигове в 1917 |
| Нариманов Нариман Наджаф оглы                           | 1870—1925   | Советский государственный и партийный деятель, Председатель Президиума ЦИК СССР от ЗСФСР; Председатель Совета Народных Комиссаров Азербайджанской ССР; Народный комиссар иностранных дел Азербайджанской ССР, участвовал в установлении советской власти в Закавказье. |
| Нетте Теодор Иванович                                   | 1896—1926   | Участник установления советской власти, дипломатический курьер наркома иностранных дел СССР, политкомиссар 2-го батальона 1-го Латышского стрелкового полка (1918), член Елгавского революционного трибунала (1919). |
| Нехаенко Григорий Петрович                              | ? — 1919    | Участник установления советской власти в Харькове, командир красноармейского отряда ХПЗ. |
| Новотко Марцелий                                        | ? — 1942    | Коммунистический деятель Польши. |
| Ногин Виктор Павлович                                   | 1878—1924   | Советский партийный и государственный деятель. Нарком по делам промышленности и торговли в первом советском правительстве, участник установления советской власти в России. |
| Обнорский Виктор Павлович                               | 1851—1919   | Большевистский деятель, участник установления советской власти. |
| Огнев Евдоким Павлович                                  | 1887—1918   | Участник Октябрьского переворота 1917. |
| Одинцов Александр Васильевич                            | 1895—1940   | Деятель коммунистической партии, секретарь Черниговского губкома КП (б) У (1921), народный комиссар земледелия УССР (1932—1933) |
| Ольминский Михаил Степанович                            | 1863—1933   | Деятель революционного движения в России, активный участник борьбы за Советскую власть в Москве, член Замоскворецкого Военно-революционного комитета. С декабря 1917 член коллегии Наркомфина. В 1918-20 член редколлегии газеты «Правда», с 1918 профессор Социалистической, затем Коммунистической академии; член бригады лекторов в агитпоездах ВЦИК и агитпоезде «Октябрьская революция», делегат второго конгресса Коминтерна. |
| Орджоникидзе Серго (Григорий Константинович)            | 1886—1937   | Советский государственный и партийный деятель. 1-й секретарь Закавказского крайкома РКП (б); с сентября 1926 — 1-й секретарь Северо-Кавказского крайкома РКП (б), нарком рабоче-крестьянской инспекции и заместителем председателя Совнаркома СССР. С 1930 года председатель Высшего совета народного хозяйства (ВСНХ СССР) и член Политбюро ЦК ВКП (б). |
| Осипов Николай Николаевич                               | 1889—1919   | Член ревкома, который устанавливал советскую власть в Броварах в 1919 году. |
| Островский Николай Алексеевич                           | 1904—1936   | Советский военный и партийный деятель, писатель; участник установления советской власти на Украине и борьбы с повстанческим движением, служил в бригаде Г. И. Котовского, 1-й конной армии и частей особого назначения Красной армии (ЧОН), сотрудник Изяславской ЧК (1919—1921), секретарь райкома комсомола в Берездове и Изяславе, секретарь окружкома комсомола в Шепетовке (1924) бригадный комиссар Политуправления Красной армии (1936). Известен своим автобиографическим романом "Как закалялась сталь" об установлении советской власти на Украине и первых годах социалистического строительства. |
| Ошко Владимир Петрович                                  | 1930—2008   | Первый секретарь Днепропетровского городского комитета КПУ. |
| Пятаков Юрий Леонидович                                 | 1890—1937   | Председатель Временного рабоче-крестьянского правительства Украины; организатор красного террора в Крыму (1920 г.). Секретарь ЦК КП (б) У (1918), член ВЦВРК. |
| Павленко Пётр Андреевич                                 | 1899—1951   | Участник установления советской власти, комиссар Красной армии (1920). |
| Павлуновский Иван Петрович                              | 1888—1937   | Полномочный представитель ОГПУ в Сибири (1920), полномочный представитель ОГПУ в Закавказье (1926—1928). Организатор красного террора. |
| Панкратова Анна Михайловна                              | 1897—1957   | Советский государственный и партийный деятель, член ЦК КПСС (1952—1957). |
| Папанин Иван Дмитриевич                                 | 1894—1986   | В 1920—1921 гг. комендант и следователь Крымской ЧК, участвовал в репрессиях, организованных большевиками на полуострове, в 1921 военный комендант Украинского ЦИК в Харькове, в 1921—1922 секретарь Реввоенсовета Черноморского флота. |
| Пархоменко Александр Яковлевич                          | 1886—1921   | Советский военный деятель, красный командир. В 1919 году начальник большевистского гарнизона Харькова, участник установления советской власти на Украине |
| Пелин Григорий Петрович                                 | 1881—1919   | Организатор отрядов Красной гвардии на Екатеринославщине. |
| Петерс Яков Христофорович                               | 1886—1938   | В 1918—1919 гг. заместитель председателя ВЧК, в августе 1919 гг. — начальник Киевского укрепленного района, позднее — главный инспектор погранвойск ОГПУ. Организатор красного террора |
| Петров Фёдор Николаевич                                 | 1876—1973   | Советский государственный и партийный деятель, член ЦК Дальневосточного бюро (1920), заместитель председателя Совета министров Дальневосточной республики (1921—1922). |
| Петровский Григорий Иванович                            | 1878—1958   | Советский государственный и политический деятель. Был одним из инициаторов создания ВЧК и "организации" Голодомора 1932—1933, участник ликвидации его последствий. В 1922 г. со стороны УССР подписал Договор об образовании СССР. В 1922—1937 годах — один из заместителей председателя ЦИК СССР. В 1937—1938 годах — заместитель председателя Президиума Верховного Совета СССР. В 1919—1938 годах — член Политбюро ЦК КП(б)У. Организатор промышленности и образования. |
| Пик Вильгельм                                           | 1876—1960   | Деятель Коминтерна, президент ГДР (1949—1960). |
| Погребняк Пётр Леонидович                               | 1928—1980   | Заместитель председателя исполкома Днепропетровского областного Совета депутатов трудящихся (1964—1970), министр сельского хозяйства УССР (1971), первый заместитель Председателя Совета Министров СССР (1976), с 1971 гг. — Член ЦК КПУ, с 1976 гг. — Член ЦК КПСС , с 1976 г. — член Политбюро ЦК КПУ. |
| Подбельский Вадим Николаевич                            | 1887—1920   | Участник установления советской власти. В 1918—1920 гг. народный комиссар почт и телеграфов РСФСР. |
| Подвойский Николай Ильич                                | 1880—1948   | В октябре 1917 г. председатель Петроградского ВРК, один из руководителей Октябрьского переворота, в 1917—1918 гг. Народный комиссар по военным делам РСФСР, в 1919 народный комиссар по военным делам Украины, в 1920 г. Руководитель Главного управления общей военной подготовки — Всеобуча, член Центральной Контрольной Комиссии при ЦК ВКП (б), в 1921 г. председатель Исполкома Спортинтерна. |
| Подтёлков Фёдор Григорьевич                             | 1886—1918   | Участник установления советской власти на Дону, председатель Донского казачьего Военревкома (1918), председатель СНК Донской Советской Республики (1918). |
| Покровский Михаил Николаевич                            | 1868—1932   | Историк-марксист, советский политический деятель, председатель исполкома Москвы (1917—1918). |
| Полетаев Николай Гурьевич                               | 1872—1930   | Участник установления советской власти, один из руководителей продотрядов Юга, заведующий административной частью редакционно-издательского отдела ВСНХ РСФСР (1918—1921). |
| Полупанов Андрей Васильевич                             | 1888—1956   | Командующий большевистскими войсками во время войны с УНР в 1918 и 1919 |
| Полухин Владимир Фёдорович                              | 1886—1918   | Участник Октябрьского переворота 1918, один из «26 бакинских комиссаров». |
| Поляхова Пелагея Зиновьевна                             | 1885—1957   | Участник установления советской власти на Екатеринославщине. |
| Пономарёв Борис Николаевич                              | 1905—1995   | Советский государственный и партийный деятель, 1-й заместитель начальника Совинформбюро (1946—1947) и начальник (1947—1949), секретарь ЦК КПСС (1961—1986). |
| Попудренко Николай Никитич                              | 1906—1943   | Один из организаторов и руководителей советского подполья и партизанского движения на Украине, секретарь Черниговского подпольного обкома КП(б)У, командир партизанского соединения, Герой Советского Союза. Погиб в бою. |
| Постышев Павел Петрович                                 | 1887—1939   | Советский партийный и государственный деятель, первый секретарь Харьковского обкома ВКП (б) (1933—1934), первый секретарь Киевского обкома ВКП (б) (1934—1937), второй секрета ЦК КП (б) У (1933—1937). |
| Потапенко Пантелеймон Романович                         | ? — 1937    | Советский военный деятель, командир 8-й кавдивизии Красного казачества, участник установления советской власти на Украине. |
| Потёмкин Владимир Петрович                              | 1874—1946   | Дипломат, участник установления советской власти, начальник политотделов Южного и Западного фронтов (1919—1920), посол СССР в Турции (1924—1929), Греции (1929—1932), Италии (1932—1934), Франции (1934—1937) , 1-й заместитель наркома ВС СССР (1937—1940), нарком просвещения РСФСР (1940—1946). |
| Примаков Виталий Маркович                               | 1897—1937   | Советский военный деятель, один из организаторов и руководителей Красного казачества, участник установления советской власти на Украине и Средней Азии. |
| Радченко Иван Иванович                                  | 1874—1942   | Участник установления советской власти, член Президиума Главлескома (1923—1930), член ВСНХ РСФСР (1930—1931). |
| Раковский Христиан Георгиевич                           | 1873—1941   | Советский государственный и политический деятель, председатель Одесской и Севастопольской ВЧК (1918), председатель СНК УССР (1919—1923), участник установления советской власти на Украине. |
| Раскова Марина Михайловна                               | 1912—1943   | Советская лётчица. Сотрудник НКВД СССР в 1937—1939 гг., уполномоченная особого отдела НКВД, старший лейтенант госбезопасности. |
| Ревякин Пётр                                            | ? — 1921    | Участник установления советской власти в Донбассе, боец Юзовского рабочего отряда. |
| Редькина                                                |             | Участник установления советской власти в Донбассе, член большевистского подполья в Юзовке. |
| Рогалёв Фёдор Фёдорович                                 | 1891—1937   | Участник установления советской власти, командир 7-го Красногвардейского стрелкового корпуса в Екатеринославе. |
| Ромченко Михаил Васильевич                              | 1898—1971   | Командир отряда Красной гвардии в Новгороде-Северском, командир батальона Таращанского полка. |
| Рослый Константин Леонтьевич                            | 1897—1926   | Участник установления советской власти на Дальнем Востоке. |
| Рудаков Александр Петрович                              | 1910—1966   | Советский партийный деятель, заведующий отделом тяжелой промышленности (1954—1962), секретарь ЦК КПСС (1962—1966). |
| Руденко Роман Андреевич                                 | 1907—1981   | Генеральный прокурор Донецкой (Сталинской) области в годы Великой Отечественной Войны, Генеральный прокурор УССР в 1944-53 годах, главный обвинитель со стороны СССР на Нюрнбергском процессе, обеспечил вынесение смертного приговора Генрингу и другим главарям 3 Рейха. Генеральный Прокурор СССР в 1953-81. |
| Рудзутак Ян Эрнестович                                  | 1887—1938   | Советский государственный и партийный деятель, член Политбюро СССР (1926—1932). |
| Руднев Николай Александрович                            | 1894—1918   | Советский военный деятель, участник установления советской власти на Украине. Командовал полком при совместном с отрядами Красной гвардии нападении на важнейшие объекты Харькова и разоружении украинских войск Центральной рады. С февраля 1918 года — заместитель наркома по военным делам Донецко-Криворожской Советской республики. |
| Русаков Иван Васильевич                                 | 1877—1921   | Член медколегии НКВД РСФСР (1917), председатель Сокольнического райсовета (1917), член Президиума Моссовета (1918), участник подавления Кронштадтского мятежа (1921, комиссар военно-морского госпиталя). |
| Сабуров Максим Захарович                                | 1900—1977   | Участник установления советской власти, служил в частях особого назначения в Донбассе (1920—1921), председатель Госплана СССР (1941—1942), заместитель председателя Совета министров СССР (1947—1953), член Президиума ЦК КПСС (1952—1957), 1-й заместитель председателя Совета министров СССР (1955—1957). |
| Сабуров Александр Михайлович                            | 1908—1974   | Сотрудник органов государственной безопасности СССР, командир партизанского соединения в годы Второй мировой войны. В 1944—1951 гг. возглавлял Дрогобычское областное управление НКВД (МВД) и лично организовывал борьбу против Украинской Повстанческой Армии В 1951—1953 гг. — начальник Управления МВД в Запорожской области. |
| Савельев Митрофан                                       | ? — 1921    | Участник установления советской власти в Донбассе, боец Юзовского рабочего отряда. |
| Сагайдак Степан Григорьевич                             | 1885—1919   | Участник Октябрьского переворота 1917 г. в России и Январского восстания 1918 на Украине; активный участник революционной борьбы на Украине. |
| Саммер Иван Адамович                                    | 1870—1921   | Участник установления советской власти в России и Украине, член коллегии Наркомфина РСФСР (1919), член ВУЦИК и Совнаркома УССР (1920—1921). |
| Сандомирский Арон Соломонович                           | 1881—1938   | Участник установления советской власти, деятель Донецко-Криворожской республики, председатель Екатеринославского губсовета (1917). |
| Сапельник Максим Афанасьевич                            | ? — 1919    | Участник установления советской власти в Харькове, председатель губисполкома. |
| Саркисов (Даниелян) Саркис Артемьевич                   | 1898—1938   | Участник установления советской власти, секретарь Шушенского горкома партии (1917—1918), председатель «Заготзерно» (1932), секретарь Донецкого обкома партии (1932—1937), член ЦК КП (б) У (1933—1937). |
| Свердлов Яков Михайлович                                | 1885—1919   | Советский политический и государственный деятель, член ЦК РСДРП (б), РКП (б). Председатель ВЦИК, один из инициаторов разгона Учредительного собрания, расказачивания и расстрела императорской семьи. |
| Свидерский Алексей Иванович                             | 1878—1933   | Советский дипломат, председатель Уфимского совета (1917), председатель Уфимского военревкома (1917—1918), председатель Уфимского губернского РНК (1918), чекист: член Особого комиссии по борьбе со спекуляцией ВНК при СНК РСФСР (1920—1921), дипломатический представитель в Латвии (1929—1933). |
| Сейдел Георгий                                          | ? — 1921    | Участник установления советской власти в Донбассе, боец Юзовского рабочего отряда. |
| Селюк Владимир Андреевич                                | 1881—1918   | Организатор большевистских отрядов на Черниговщине, участник войны против УНР. |
| Селявкин Николай Илларионович                           |             | Участник установления советской власти на Украине, командир 4-го танкового отряда Красной армии. |
| Семашко Николай Александрович                           | 1874—1949   | Видный деятель коммунистической партии, первый народный комиссар здравоохранения РСФСР, создатель советской системы здравоохранения. |
| Сербиченко, Александр Каллистратович                    | 1890—1938   | Советский партийный и государственный деятель, участник установления советской власти на Украине, в 1930-х — заместитель председателя Совнаркома УССР. |
| Сибирцев Всеволод Михайлович                            | 1893—1920   | Участник установления советской власти, секретарь исполкома Владивостокского совета |
| Сивков Сергей Васильевич                                | 1896 -?     | Участник установления советской власти на Украине. В 1918—1919 гг. председатель Нежинского революционно-военного совета и Нежинского уездного революционного комитета. |
| Сиворонова Иван Гаврилович                              | 1884—1919   | Участник установления советской власти на Екатеринославщине. |
| Сильченко Севастьян Митрофанович                        | ? — 1921    | Председатель ревкома Талалаевской волости (ныне Талалаевский район Черниговской области). |
| Сировец Фёдор Прокопьевич                               | 1884—1919   | Участник установления советской власти на Екатеринославщине. |
| Сиротинин Пётр                                          |             | Участник установления советской власти на Екатеринославщине. |
| Сиверс Рудольф Фердинандович                            | 1892—1918   | Советский военный деятель, участник установления советской власти на Украине. |
| Скороход Алексей Георгиевич                             | 1879—1919   | Участник установления советской власти в Харькове. |
| Скрипник Николай Алексеевич                             | 1872—1933   | Глава правительства советской УНР (1918), член коллегии ВЧК, заведовал отделом по борьбе с контрреволюцией; народный комиссар внутренних дел (1921—1922 гг.), народный комиссар юстиции и генеральный прокурор УССР (1922—1927 гг.). |
| Славин Арон Исаакович                                   | 1886—1922   | Участник установления советской власти в Донбассе, член большевистского подполья в Юзовке. |
| Слынько Пётр Фёдорович                                  | 1895—1919   | Руководитель харьковского большевистского подполья, участник установления советской власти в Харькове. |
| Слуцкий Антон Иосифович                                 | 1884—1918   | Участник установления советской власти в Крыму, председатель СНК ССР Тавриды (1918). |
| Соколов Иван Захарович                                  | 1928—1982   | Советский партийный деятель, первый секретарь Орджоникидзевского райкома КПУ Харькова, с 1963 второй секретарь, с 1972 г. — Первый секретарь Харьковского обкома партии; с 1976 г. — второй секретарь ЦК КПУ; с 1976 г. — член ЦК КПСС; с 1966 гг. — кандидат в члены ЦК, с 1972 г. — член ЦК КПУ; с 1973 г. — кандидат в члены Политбюро ЦК, с 1976 г. — член Политбюро ЦК КПУ. |
| Соколовская София И. (Светлова А. К.)                   | 1894—1938   | Участник установления советской власти на Украине |
| Солнцев Фёдор Фёдорович                                 | 1887—1918   | Участник установления советской власти, один из «26 бакинских комиссаров». |
| Соломаха Татьяна                                        | ? — 1918    | Участница подпольной большевистской организации в Донбассе. |
| Соломницкие, сёстры (Пепа Самойловна, Броня Самойловна) |             | Участницы установления советской власти на Украине, члены Бердичевского комитета большевиков в 1917—1919 гг. |
| Сомов Георгий Александрович                             | 1909—1941   | Первый секретарь Донецкого горкома КП (б) У. |
| Сталь (Заславская) Людмила Николаевна                   | 1872—1939   | Член Президиума комитета РСДРП (б) (1917), сотрудник политотдела РККА (1918—1920), сотрудник отдела работниц ЦК РКП (б) (1921—1923), редактор журнала «Коммунистка» (1924), с 1929 гг. — на научной работе в Музее Революции. |
| Старостин Пётр Иванович                                 | 1883—1918   | Организатор большевистского вооруженного мятежа против УНР в Одессе (1918), нарком труда и промышленности Одесской Советской Республики (1918), председатель исполкома Одесского облсовета (1918). |
| Старченко Василий Фёдорович                             | 1904—1948   | Председатель Киевского областного исполкома (1938), заместитель председателя СНК УССР (1938—1946), заместитель председателя Совета Министра УССР (1946—1948). |
| Стасова Елена Дмитриевна                                | 1873—1966   | Деятель международного коммунистического движения, участница Октябрьского переворота, секретарь ЦК РКП (б) (1918—1920), член ЦК ВКП (б) (1930—1934). Председатель Президиума ЦК КП Азербайджана. |
| Стаханов Алексей Григорьевич                            | 1906—1977   | Начальник сектора социалистического соревнования в Народном комиссариате угольной промышленности СССР (1943—1957) |
| Струтинский Сергей Иосифович                            | 1876—1962   | Участник Октябрьского переворота 1917 в России и Январского восстания 1918 на Украине; заместитель председателя Центральной избирательной комиссии УССР (1934—1948 гг.) |
| Суглицкий Николай Евлампиевич                           | 1894—1932   | Организатор красногвардейского отряда в Юзовке, командир эскадрона Юзовского отряда Красной гвардии (1917—1918), начальник политотдела первой Украинской особой бригады (1919), начальник политотдела Конно-возведении корпуса девятой армии (1920). |
| Сурины, братья (Михаил, Максим, Николай, Федор)         |             | Участники установления советской власти в Донбассе. |
| Суханов Константин Александрович                        | 1894—1918   | Участник установления советской власти на Дальнем Востоке, председатель исполкома Владивостокского совета депутатов (1917—1918). |
| Табукашвили Лукьян Милантьевич                          | 1890—1921   | Участник установления советской власти на Украине. Начальник бронеколонны 1-й Украинской советской Красной армии, командовал бронепоездом «Коммунист Коростенского района» (1919) |
| Тевелев Яков (Моисей) Соломонович                       | 1890—1918   | Член обкома Донецко-Криворожской Советской республики, участвовал в установлении советской власти в Харькове. |
| Тевосян Иван Фёдорович                                  | 1902—1958   | Член ЦК Коммунистической партии с 1939 г., нарком металлургической промышленности, заместитель председателя Совета Министров СССР. |
| Тельман Эрнст                                           | 1886—1944   | Виднейший деятель Коммунистической партии Германии и ее лидер. Делегат 3-го конгресса Коминтерна. Один из лидеров антифашистского сопротивления в Германии. Погиб в лагере смерти. |
| Терешкова Валентина Владимировна                        | 1937 г.р.   | Первая в истории женщина-космонавт (в 1963 г.), генерал-майор. Депутат Верховного Совета СССР в 1966—1989 гг. Депутат Государственной думы РФ VI созыва от «Единой России», заместитель председателя Комитета Государственной думы по международным делам. Член Высшего совета «Единой России». Поддерживает политику России в отношении Украины с 2014 года. |
| Терлецкий Евгений Петрович                              | 1892—1938   | Член ВУЦИК, нарком юстиции УССР (1920—1922 гг.) |
| Тер-Петросян Симон Аршакович («Камо»)                   | 1882—1922   | Деятель коммунистической партии. Сотрудник ЧК. |
| Тимофеева Анна Гавриловна (Галя Тимофеева)              | 1896—1919   | Член большевистской партии, участник установления советской власти в Харькове. Организатор повстанческого движения против украинской власти на Киевщине в 1918—1919 гг. Участник I Съезда КП (б) У в Москве. |
| Тиняков Ефим Дмитриевич                                 | 1893—1918   | Организатор создания красноармейских отрядов в Харькове, член агитколлегии Харьковского городского и Донецко-Криворожского областного комитетов РСДРП(б), участвовал в установлении советской власти в Харькове. |
| Товстуха Иван Павлович                                  | 1889—1935   | Секретарь Сталина, помощник директора института В. И. Ленина при ЦК ВП (б), заместитель директора Института Маркса-Энгельса-Ленина. |
| Тольятти Пальмиро                                       | 1893—1964   | Член секретариата исполкома Коминтерна, генеральный секретарь Итальянской Коммунистической партии. |
| Торез Морис                                             | 1900—1964   | Генеральный секретарь Французской Коммунистической партии в 1930—1964 гг. |
| Трофимовы, братья                                       |             | Участники установления советской власти на Екатеринославщине. |
| Трояновский Александр Антонович                         | 1882—1955   | Советский дипломат, посол СССР в США (1933—1938) и Японии (1927—1933), председатель Правления Госторга РСФСР (1924—1927), заместитель председателя Госплана СССР (1933). |
| Трутенко Онуфрий Степанович                             | 1885—1920   | Член Демеевского ревкома, принимал активное участие в борьбе против войск Центральной Рады и Армии УНР. |
| Тухачевский Михаил Николаевич                           | 1893—1937   | Советский военный деятель, командовал подавлением Тамбовского восстания. С 1931 гг. — Заместитель народного комиссара обороны и заместитель председателя Реввоенсовета СССР, участник установления советской власти в России и Украине. |
| Уборевич Иероним Петрович                               | 1896—1937   | Советский военный и политический деятель, командарм 1-го ранга. На руководящих должностях в Красной армии участвовал в установлении советской власти на Украине. |
| Ульянцев Тимофей Иванович                               | 1888—1919   | Матрос-большевик, участник Октябрьского переворота 1917 г .; организатор отрядов Красной гвардии в Донбассе. |
| Уншлихт Иосиф Станиславович                             | 1879—1938   | Член Коммунистической партии, участник установления советской власти в России и Беларуси. Заместитель председателя ВЧК-ГПУ. |
| Урицкий Моисей Соломонович                              | 1873—1918   | Деятель коммунистической партии, председатель Петроградской чрезвычайной комиссии (ЧК) (1918), участник установления советской власти в России и организатор террора против её противников. |
| Фабрициус Ян Фрицевич                                   | 1877—1929   | Советский военный и политический деятель. С 1927 г. член Центральной контрольной комиссии ВКП (б). |
| Фадеев Александр Александрович                          | 1901—1956   | Участник установления советской власти в Сибири и на Дальнем Востоке, участвовал в подавлении Кронштадского восстания 1921. Председатель Союза писателей СССР, участник кампании «борьбы с космополитизмом» в 1949 |
| Федин Андрей Трофимович                                 | 1893—1938   | Командир конного отряда Красной гвардии в Екатеринославе (Днепропетровске), комиссар полка особого назначения. |
| Федоренко Яков Николаевич                               | 1896—1947   | Участник установления советской власти в Одессе, командир и комиссар бронепоезда № 4 |
| Фёдоров Алексей Фёдорович                               | 1901—1989   | Участник установления советской власти на Украине в 1917—1920 гг. Первый секретарь Черниговского обкома КП (б) У (1938—1941), генерал-майор НКВД, герой Великой Отечественной войны, командир Черниговско-Волынского партизанского соединения. |
| Федько Иван Фёдорович                                   | 1897—1939   | Советский военный деятель, участник боевых действий против армии УНР; участвовал в подавлении Кронштадтского восстания и крестьянского восстания в Тамбовской губернии (1921) |
| Фиалек Иван Михайлович                                  | 1875—1936   | Советский политический деятель, один из руководителей Январского восстания 1918 на Украине |
| Фиолетов Иван Тимофеевич                                | 1884—1918   | Глава Бакинского губернского Совета народного хозяйства (1918), один из «26 бакинских комиссаров». |
| Фотиева Лидия Александровна                             | 1881—1975   | Личный секретарь В.Ленина (1918—1924), секретарь СНК и СТО (1918—1930), работала в издательстве «Правда» (1917—1918), центральном музее Ленина (1938—1941), ЦК МОПР (1945). |
| Фрунзе Михаил Васильевич                                | 1885—1925   | Советский военный деятель, председатель Реввоенсовета СССР, нарком по военным и морским делам (1925). Участник установления советской власти на Украине. |
| Фурманов Дмитрий Анатольевич                            | 1891—1926   | Комиссар 25-й стрелковой дивизии Красной армии, участник установления советской власти. |
| Хатаевич Мендель Маркович                               | 1893—1937   | Член Политбюро КП (б) У в 1932—1937 гг., В октябре 1932 отвечал за выполнение хлебозаготовок в Харьковской области. Первый секретарь Днепропетровского обкома КП (б) У. Лицо, причастное к организации голода на Украине. |
| Ходаковский Максим Юльевич                              | ? — 1919    | Участник установления советской власти в Донбассе. |
| Хопёрская Анна Петровна («Анна»)                        | 1893—1920   | Участница установления советской власти на Харьковщине. |
| Цеткин Клара                                            | 1857—1933   | Основательница Коммунистической партии Германии, член исполкома Коминтерна. |
| Цыбулько Владимир Михайлович                            | 1924—1987   | Первый секретарь Донецкого обкома ЛКСМУ (1956), 1-й секретарь Ждановского горкома КПУ (1966—1968), член ЦК КПУ (1968—1985), 1-й секретарь Киевского обкома КПУ (1970—1985). |
| Циков П.М.                                              |             | Участник установления советской власти на Покровщина (Днепропетровская область), член волостного исполкома. |
| Цхакая Михаил Григорьевич                               | 1865—1950   | Коммунистический деятель Грузии, член Тифлисского комитета РСДРП (б), с 1920 гг. — Член исполкома Коминтерна |
| Цюрупа Александр Дмитриевич                             | 1870—1928   | Советский государственный и партийный деятель, участник установления советской власти в России, член ЦИК СССР, народный комиссар продовольствия РСФСР (1918—1921), инициатор введения продовольственной диктатуры и создания продотрядов. |
| Чапаев Василий Иванович                                 | 1887—1919   | Советский военный деятель, командир 25-й стрелковой дивизии Красной армии, участник установления советской власти в России. |
| Челпанов Митрофан                                       | ? — 1921    | Участник установления советской власти в Донбассе, боец Юзовского рабочего отряда. |
| Челюскин Семён Иванович                                 | 1700—1764   | [ 2 ] |
| Чередниченко Василий Панкратович                        | 1870—1918   | Член Криворожского комитета РСДРП(б) (1917), Криворожского совета рабочих, солдатских и крестьянских депутатов. Один из организаторов Красной гвардии и руководителей большевистского вооруженного мятежа в Кривбассе. |
| Черников Александр                                      | ? — 1919    | Член большевистского подполья в Харькове, участник установления советской власти в Харькове. |
| Черняк Тимофей Викторович                               | 1891—1919   | Командир Новгород-Северской бригады сорок четвёртой стрелковой дивизии Красной Армии, участник войны против УНР. |
| Чикерис Ф.З.                                            |             | Большевистский активист из Краматорска, участник установления советской власти в Донбассе. |
| Чикирисов Федот Захарович                               | 1878—1921   | Большевистский активист из Юзовки, участник установления советской власти в Донбассе. |
| Чичерин Георгий Васильевич                              | 1872—1936   | Советский государственный деятель и дипломат, в 1918—1930 гг. Нарком иностранных дел РСФСР и СССР, член ЦИК СССР, член ЦК ВКП (б). |
| Чкалов Валерий Павлович                                 | 1904—1938   | [ 2 ] |
| Чубарь Влас Яковлевич                                   | 1891—1939   | Советский партийный и государственный деятель, председатель СНК УССР (1923—1934). |
| Чудновский Григорий Исаакович                           | 1894—1918   | Участник борьбы против Центральной Рады. Комиссар Киева по гражданскому управлению (январь-февраль 1918) |
| Шагов Николай Романович                                 | 1882—1918   | Участник установления советской власти. |
| Шаповалов Александр Сидорович                           | 1871—1942   | Чекист: председатель Киевской губернской ЧК (1919), Крымской ЧК (1919), член ЦК РКП (б) (1924—1925). |
| Шаумян Степан Георгиевич                                | 1878—1918   | Участник установления советской власти в Закавказье, член Бакинского Совнаркома. |
| Шверник Николай Михайлович                              | 1888—1970   | Советский государственный и партийный деятель, в 1946—1953 гг. Председатель Президиума Верховного Совета СССР, в 1930—1944 гг. 1-й секретарь ВЦСПС, в 1938—1946 гг. председатель Совета Национальностей Верховного Совета СССР, в 1946—1953 гг. председатель Президиума Верховного Совета СССР, в 1953—1956 гг. председатель Президиума ВЦСПС, в 1965—1966 гг. — председатель Комитета партийного контроля при ЦК КПСС. |
| Шелгунов Василий Андреевич                              | 1867—1939   | Участник установления советской власти. |
| Шелест Пётр Ефимович                                    | 1908—1996   | Советский партийный и государственный деятель, первый секретарь ЦК КПУ (1963—1972) |
| Шелушков Григорий Иванович                              | 1899—1943   | Первый секретарь Коростышевского райкома КП (б) У (1940). |
| Шепотиленко Андрей                                      | ? — 1918    | Участник установления советской власти, один из основателей первой Мариупольской сельхозкоммуны. |
| Шестаков Андрей Васильевич                              | 1877—1941   | Советский историк, большевик, пропагандист большевизма, автор «Краткого курса истории СССР». |
| Шкадинов Николай Иванович                               | 1890—1944   | Председатель Краматорского совета (1917—1919), председатель исполкома Краматорского горсовета (1921), председатель исполкома Юзовского горсовета (1923), Сталинского окружсовета (1923—1927), заведующий распределительным отделом ЦК КП (б) У (1930—1933), член ЦК КП (б) У (1930—1934). |
| Шкирятов Матвей Федорович                               | 1883—1954   | Председатель Центральной комиссии по проверке и чистке партрядов (1921), член ЦКК РКП (б) (1922—1934), член ЦК ВКП (б) (1939—1954), председатель Комитета партийного контроля при ЦК КПСС (1952—1953), организатор массовых репрессий. |
| Шлихтер Александр Григорьевич                           | 1868—1940   | Советский государственный и партийный деятель, участник установления советской власти в России и Украине, народный комиссар земледелия, народный комиссар продовольствия (1917—1918), член Временного рабоче-крестьянского правительства Украины (1918—1919), народный комиссар продовольственных дел УССР (1919), председатель Тамбовского губисполкома (1920—1921), подавлял крестьянское повстанческое движение. |
| Шорин Василий Иванович                                  | 1871—1938   | Участник установления советской власти, командарм 2-й армии Восточного фронта (1918), командующий группой Южного фронта (1919), Кавказского фронта (1920), член Сибирского ревкома (1920), руководил подавлением антисоветских восстаний. |
| Шпиндяк Иосиф Яковлевич                                 | 1900—1919   | Организатор комсомола на Екатеринославщине. |
| Щаденко Ефим Афанасьевич                                | 1885—1951   | Участник Октябрьского восстания 1917, комиссар штабов армии (1918), член РВС армии (1918—1920), член ЦК ВКП (б) (1930—1934), член ЦК ВКП (б) (1937—1938), член ЦК ВКП (б) (1939—1941) |
| Щербаков Александр Сергеевич                            | 1901—1945   | Член ЦК ВКП (б), кандидат в члены Политбюро ЦК. |
| Щербицкий Владимир Васильевич                           | 1918—1990   | Советский партийный и государственный деятель, первый секретарь ЦК КПУ (1972—1989) |
| Щетинин Семён Николаевич                                | 1910—1975   | Советский государственный и партийный деятель, 1-й секретарь подпольного Сталинского обкома партии (1942—1943), Иркутского обкома (1963—1964), секретарь Горловского горкома (1941—1943), Артёмовского горкома (1943—1948), посол в Монголии (1968—1973). |
| Щёлоков Николай Анисимович                              | 1919 — 1984 | Министр охраны общественного порядка СССР (1966—1968), министр внутренних дел СССР (1968—1982). |
| Щорс Николай Александрович                              | 1895—1919   | Участник установления советской власти на Украине. Командир 1-го Украинского советского полка им. Богуна — 1918 |
| Якир Иона Эммануилович                                  | 1896—1937   | Советский военный деятель, участник установления советской власти на Украине, член Бессарабского губревкома (1917—1918), член Реввоенсовета 8-й армии (1918), командир 45-й стрелковой дивизии, подавлял повстанческое движение, член президиума Крымского обкома РКП (б) (1921). |
| Якусевич Антон Тимофеевич                               | 1888—1920   | Участник установления советской власти в Донбассе, первый председатель ревкома Константиновки. |
| Ярославский Емельян Михайлович                          | 1878—1943   | Советский партийный и государственный деятель. Председатель Союза воинствующих безбожников. В 1923—1934 годах член Центральной контрольной комиссии ВКП (б), кандидат в члены Исполкома Коминтерна. |
| Яшин Пётр Семёнович                                     |             | Организатор Красной гвардии Екатеринослава. |